# Ensemble de monuments de Hué
L'Ensemble de monuments de Hué désigne l'ensemble des monuments de la ville de Hué au Vietnam, inscrit au patrimoine mondial de l'UNESCO en 1993. Il comprend principalement la Citadelle et son contenu, à savoir la Cité impériale, la Cité pourpre interdite et quelques autres bâtiments en ville ou dans sa proximité immédiate, en relation avec la Cité impériale.

## Histoire et présentation générale
Au XVIIe et XVIIIe siècles, Huế constitue le centre administratif du Vietnam. En 1802, le premier chef de la dynastie Nguyễn, Gia Long, en fait la nouvelle capitale impériale du Vietnam unifié, ce qu'elle resta jusqu'en 1945. Ce choix est lié à sa position au centre du pays et à sa facilité d'accès à la mer.
La nouvelle capitale fut dessinée en accord avec la tradition vietnamienne et en harmonie avec la rivière des Parfums et la montagne Ngu Binh (appelée l'Écran royal).
La relation entre les points cardinaux, au nombre de cinq pour les Vietnamiens (avec le point cardinal du centres), les cinq éléments naturels (terre, métal, bois, eau et feu) et les cinq couleurs fondamentales (jaune, blanc, bleu, noir et rouge) souligne la conception de la ville et se retrouve dans le nom d'un grand nombre de ses caractères principaux et dans ses ornements. La rivière des Parfums qui divise la capitale en deux en est l'axe principal.
L'urbanisme détaillé fut confié à Nguyễn Van Yen, commandant d'une unité militaire spécialisée dans la construction des citadelles.
La ville comprenait trois enceintes qui s'imbriquaient :
- La citadelle Kinh thành, la plus extérieure, destinée à héberger les bâtiments administratifs,

- La cité impériale Hoàng Thành destinée à héberger les palais royaux et lieux de pèlerinages,
- La Cité Pourpre Interdite Tu Cam Thanh pour abriter les résidences royales.

S’y ajoutait l'ouvrage défensif Tran Binh Dai dans l'angle nord-ouest de la capitale, ayant pour fonction de surveiller les mouvements sur la rivière. Une autre forteresse, Tran Hai Thanh (bastion côtier), a été ajoutée quelque temps après les premières pour protéger la capitale contre les assauts venant de la mer.
La réalisation des plans dura deux ans de 1803 à 1805 et la construction ne fut terminée qu'en 1832. Plus de 30 000 ouvriers et soldats travaillèrent à la construction qui nécessita le remblaiement de la rivière aux Parfums et l'excavation de nouveaux fossés et canaux.
La forteresse elle-même fut, pour la première fois en Asie, calquée sur des modèles européens dans le style de celles de Vauban.
L'ensemble architecturel est endommagé lors des opérations militaires de 1885, de la guerre contre la Chine de 1947, de la guerre d'Indochine (avec la France), et de la guerre du Viêt Nam (avec les États-Unis).
En dehors des ouvrages qui constituent l’ancienne Capitale Impériale - Citadelle, Cité Pourpre Interdite, Temple du culte des Empereurs Nguyễn (Thé-Miêu), Temple du culte des Neuf Seigneurs Nguyễn (Thai-Mieu), Palais d'Audience (Dien Can Chanh) - l’ensemble des monuments de Huế classé par l’Unesco comprend également des sites situés en dehors de la ville. Il s’agit de pagodes, de temples, de couvents et d’écoles, mais surtout des remarquables ensembles funéraires de la dynastie Nguyễn, avec entre autres : le mausolée du Roi Minh Mang, le tombeau de l'empereur Tự Đức, la pagode de la Dame Céleste (Thien-Mu).

## La capitale impériale
L'ancienne cité impériale (Đại Nội en vietnamien) se situe dans l'enceinte de la Citadelle Royale (Kinh Thành en vietnamien).
La citadelle est construite au bord de la rivière des Parfums. Elle est entourée de larges douves qui délimitent sensiblement un carré sur un périmètre de plus de 10 km ainsi que de murs de 6 m de haut. La largeur des murs atteint par endroits 20 m. La citadelle est accessible par dix portes fortifiées, chacune munie d'un pont.
À l'intérieur de l'enceinte constituée par la citadelle, se trouvent les deux ensembles de la "Cité Impériale" et de la "Cité Pourpre Interdite", séparées par sept barrières. Le site a souffert de l'attaque américaine de 1968 et a perdu plusieurs bâtiments. C'est essentiellement la Cité Pourpre Interdite, qui est touché par les destructions.
À l’entrée de la citadelle, on trouve la "porte Ngo Môn", où l'empereur faisait part de ses décisions ; le "palais de la Suprême Harmonie", salle du trône aux colonnes laquées de pourpre et jaune ; et le "musée Impérial" qui abrite les vêtements royaux, des meubles et de la porcelaine. Le tout se situe dans un parc.
La Cité Pourpre Interdite regroupe également de nombreux pavillons et palais, ainsi que le "Théâtre Royal" où sont encore donnés aujourd'hui des spectacles de la tradition vietnamienne.
Depuis 1993, cet ensemble de monuments est classé patrimoine mondial de l'Unesco.

### La tour du Drapeau (Ky Dai)

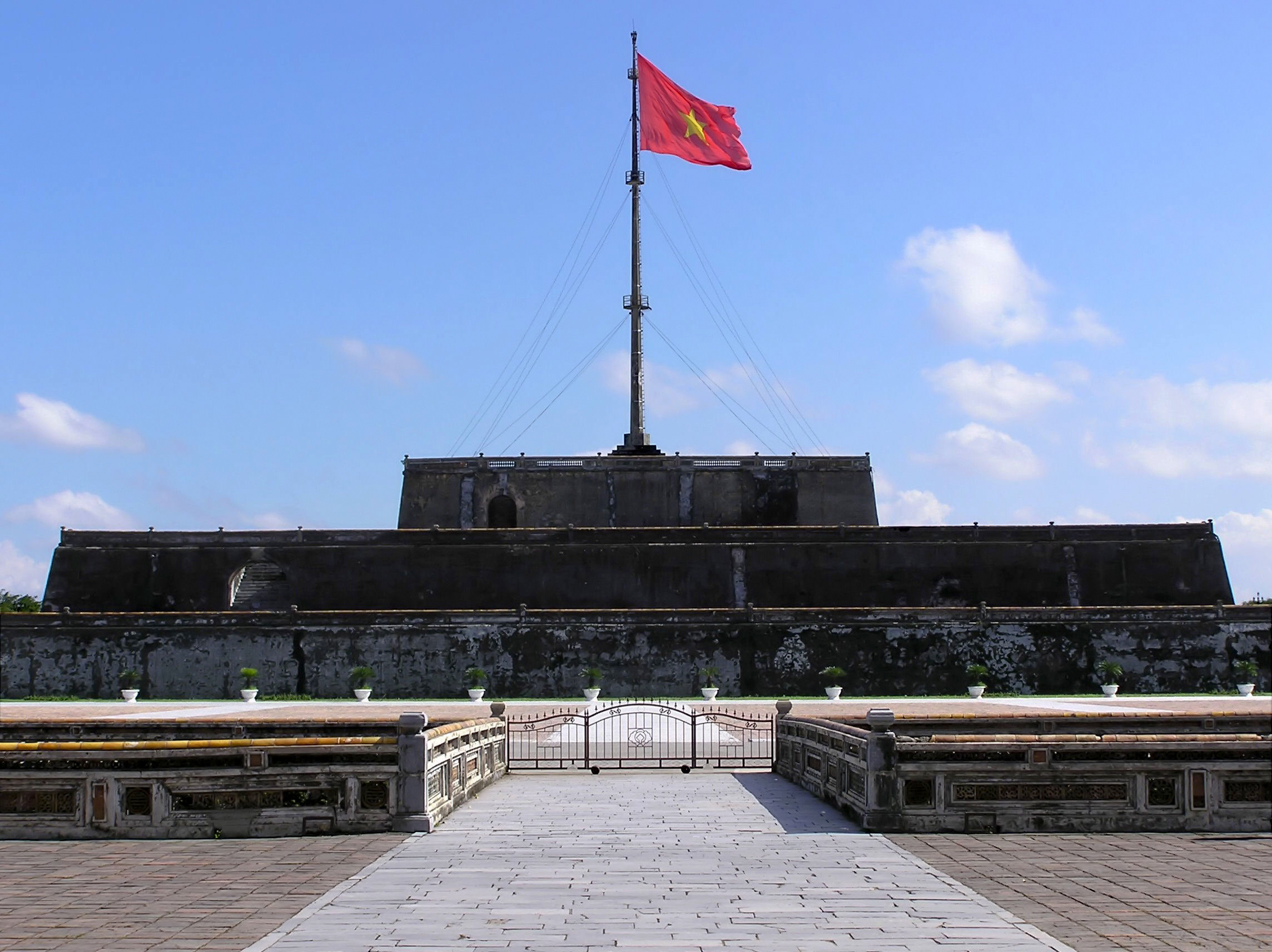
La tour du Drapeau.

Appelée également le Cavalier du Roi, elle est située juste devant l’entrée principale de la Citadelle. Elle est construite en briques et comprend trois étages en forme de pyramides tronquées, empilées l’une sur l’autre, pour une hauteur totale de 17,5 m. La tour a été érigée en 1807. Auparavant, il y avait devant la tour deux postes de garde et quatre salles abritant quatre gros canons.
La hampe porte-drapeau était autrefois construite en bois et a dû être changée deux fois, en 1831 et en 1846. En 1904, la hampe en bois est renversée par une tempête et est remplacée par une hampe en fonte. Ce n’est qu’en 1948 que la hampe de béton armé de 37 m est érigée. La hauteur totale de la tour du Drapeau de Huế est ainsi de 54,5 m.

### La porte du Midi (Ngo Môn)

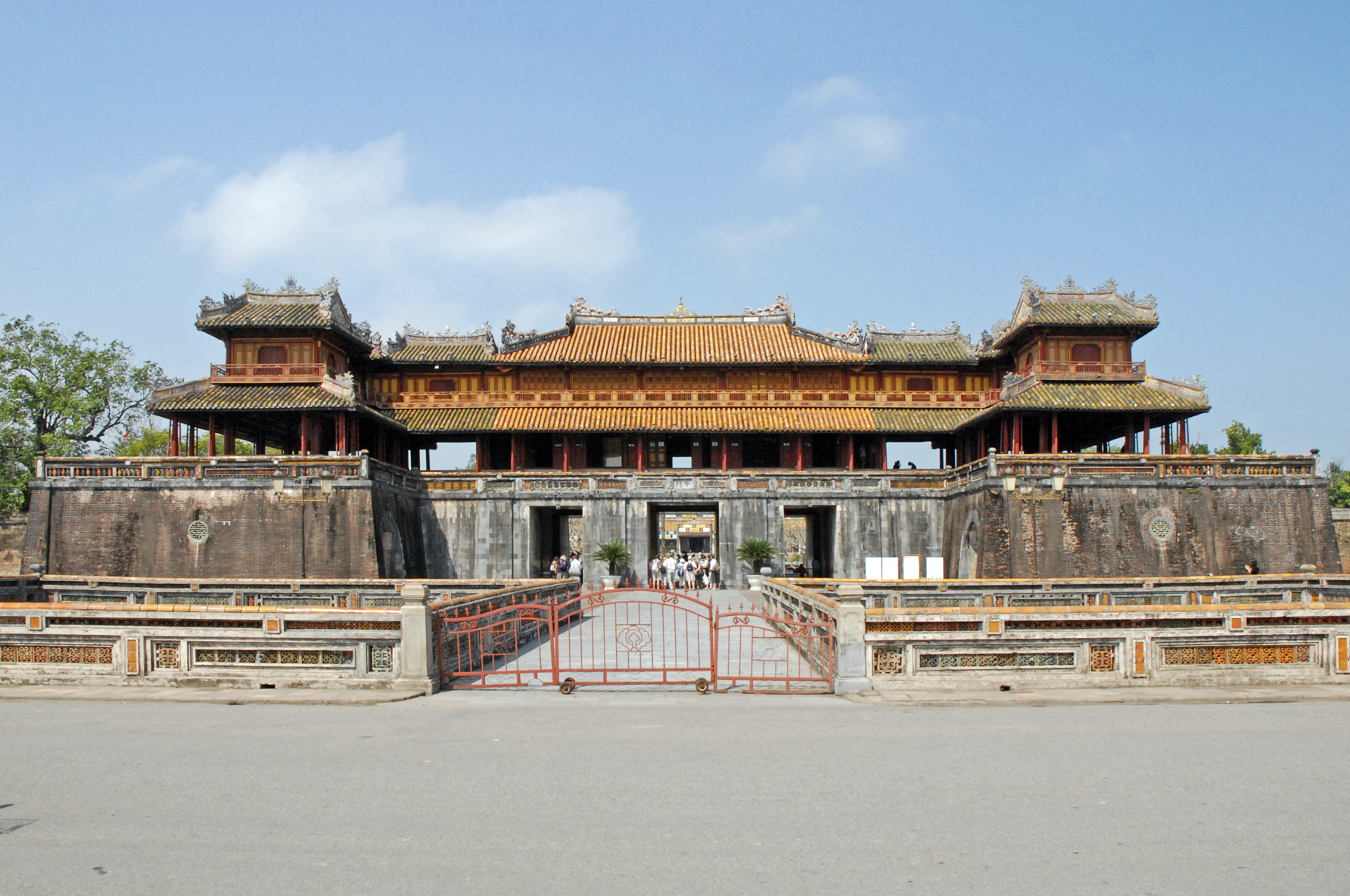
La porte du Midi

La porte du midi est la porte principale pour entrer dans la ville impériale. Elle est située devant le palais de l’Harmonie Suprême et fait face à la tour du Drapeau.
Quand il fit bâtir la Cité impériale en 1804, le Roi Gia Long érigea ici une plate-forme nommée Nam Khuyet (tout comme les plates-formes de l’Est, de l’Ouest et du Nord sur la muraille de la Citadelle telles qu’on les voit encore aujourd’hui).
En 1806, le roi donna l’ordre de bâtir sur la plate-forme du Sud (Nam Khuyet Dai) le palais Can Nguyễn. Des deux côtés du palais, il y avait les portes de gauche (Ta Môn) et de droite (Huu Doan Môn). En 1833, le roi Minh Mang dirigea lui même le démantèlement du palais de Can Nguyễn (par des soldats ouvriers) pour en rebâtir un autre, le palais de Can Thanh et améliorer l’aménagement de la plate-forme Nam Khuyet de la porte Ngo Môn.
La porte Ngo Môn actuelle est une construction de grande taille en forme de U comprenant deux parties : la partie inférieure est une plate-forme réalisée en briques, en pierres « Thanh » et en pierres de la province de Quảng Nam ; la partie supérieure est un pavillon entièrement fait de bois et de tuiles. La plate-forme fait 50 m sur 27 m et 5,2 m de hauteur. À l’arrière, deux escaliers à ciel ouvert permettent d’y accéder. Il y a cinq voies de passage à travers la plate-forme.
La porte principale, au milieu, « Ngo Môn », pavée de pierre « Thanh » teintées en jaune, est consacrée au passage du roi. De chaque côté, on trouve la porte de Gauche et la porte de Droite, réservées aux mandarins civils et militaires. Les deux ailes du U comprennent chacune une porte supplémentaire ; ce sont les portes réservées aux soldats. La partie supérieure, le pavillon de Ngu Phong et les deux ailes supplémentaires sont à deux étages.
Vues d’en haut, les toitures forment un ensemble horizontal de cinq toitures et deux complexes perpendiculaires de deux toitures chacun, le tout ressemblant a cinq phénix aux ailes déployées et aux becs réunis. Le pavillon est ceinturé par une allée couverte. La toiture du pavillon central est couverte de tuiles jaunes (couleur réservée au Roi), les autres de tuiles bleues. Les bords des toitures sont ornés de dragons, de feuillages, de chauves-souris ayant des pièces de monnaie dorées dans la bouche. Dans les niches, le long du bord des toitures, sont gravées des plantes fleuries (abricotiers, orchidées, chrysanthèmes, bambous) avec des incrustations de porcelaine aux couleurs vives, harmonieusement combinées, résistant bien aux intempéries et à l’usure du temps.
À l’étage supérieur du pavillon, des salles aux cloisons de bois étaient réservées à la reine et aux concubines du roi. Elles avaient la permission de regarder à l’extérieur à travers des fenêtres rondes ou en forme d’éventails ou de gongs. Mais, ces fenêtres étaient dissimulées derrière des stores interdisant aux personnes du dehors de les apercevoir.
L’étage inférieur était laissé vide, à l’exception d’une salle au milieu, qui était cloisonnée par des panneaux de bois et des portes vitrées. C’était là que le roi prenait place lors des cérémonies. Derrière lui, se trouvaient un gros tambour et de grosses cloches qui apportaient une touche solennelle aux cérémonies. Le tambour était utilisé quotidiennement aux heures d’ouverture et de fermeture de la citadelle. Quand le tambour sonnait à la porte Ngo Môn, on faisait également tonner les canons de la tour du Drapeau. À ce signal, les soldats de garde manœuvraient les portes d’accès de la Citadelle.

## La Cité impériale
On entre dans cette zone de forme carrée  entourée par de hauts murs sur un périmètre de 2,5 km par la Porte du Midi après avoir franchi celle de la Tour du Drapeau. C'était le lieu des cérémonies et des actes publics des monarques.

### Le palais de l’Harmonie Suprême et l’esplanade des Grandes Salutations
Situé sur l’axe qui traverse le centre de la Citadelle et la porte du Midi, le palais de l’Harmonie Suprême, aussi appelé palais du Trône, est le lieu où l’on organisait les grandes cérémonies publiques.

### Le temple du Culte des rois Nguyễn (Thê Miêu)
Ce temple orienté vers le Sud est voué au culte des rois de la dynastie Nguyễn.

### Les neuf Urnes Dynastiques
Situées devant le temple dynastique et derrière le pavillon de la Splendeur, au sud-ouest de la cité impériale, ces neuf urnes dynastiques en bronze sont les plus grandes du Vietnam.

### Le Pavillon de la Splendeur
C'est un pavillon à triple toiture qui rend hommage aux mandarins ayant aidé la dynastie Nguyễn à retrouver son trône en 1802.

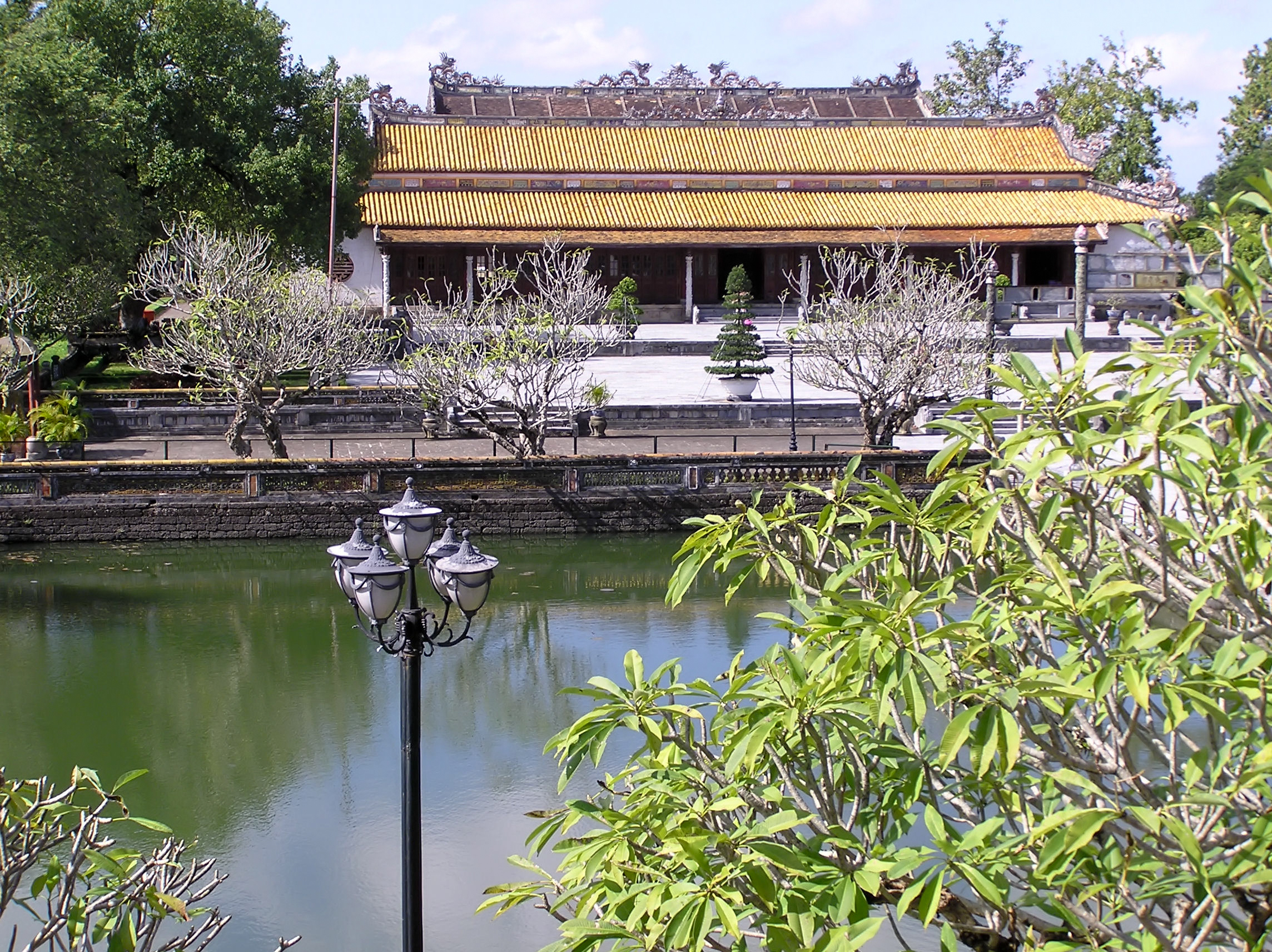
Palais de l’Harmonie Suprême
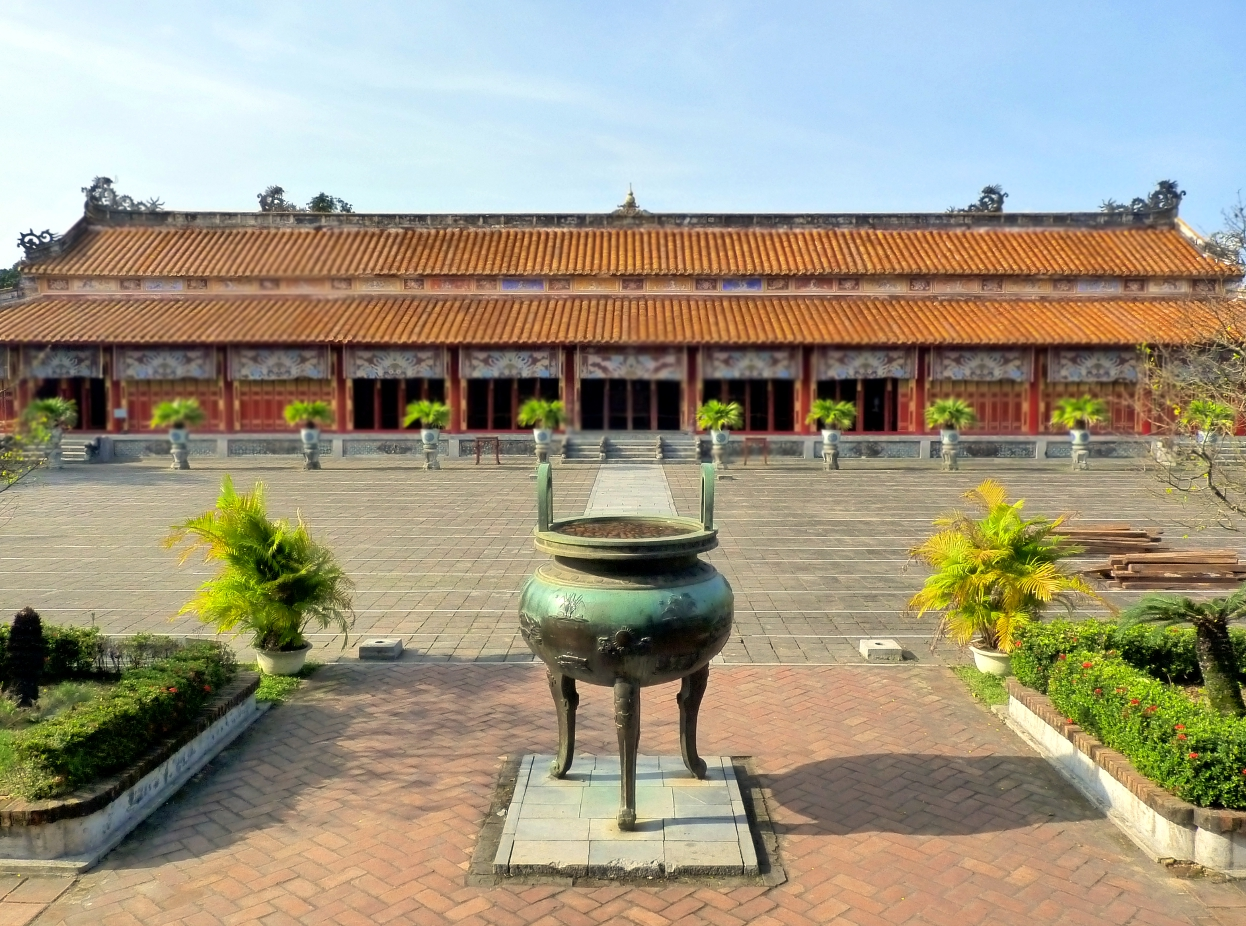
La cour du temple du Culte
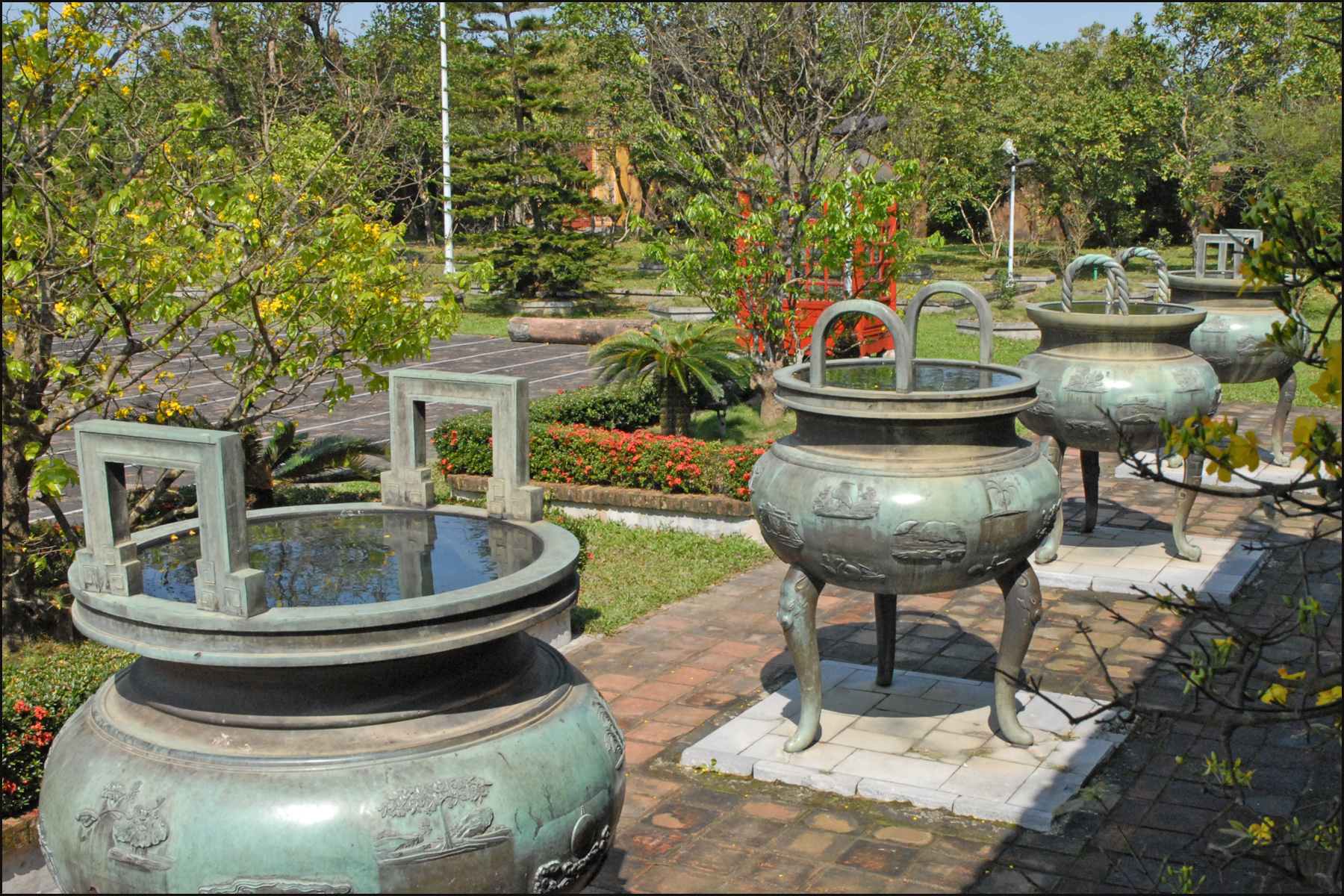
Quatre des neuf urnes royales
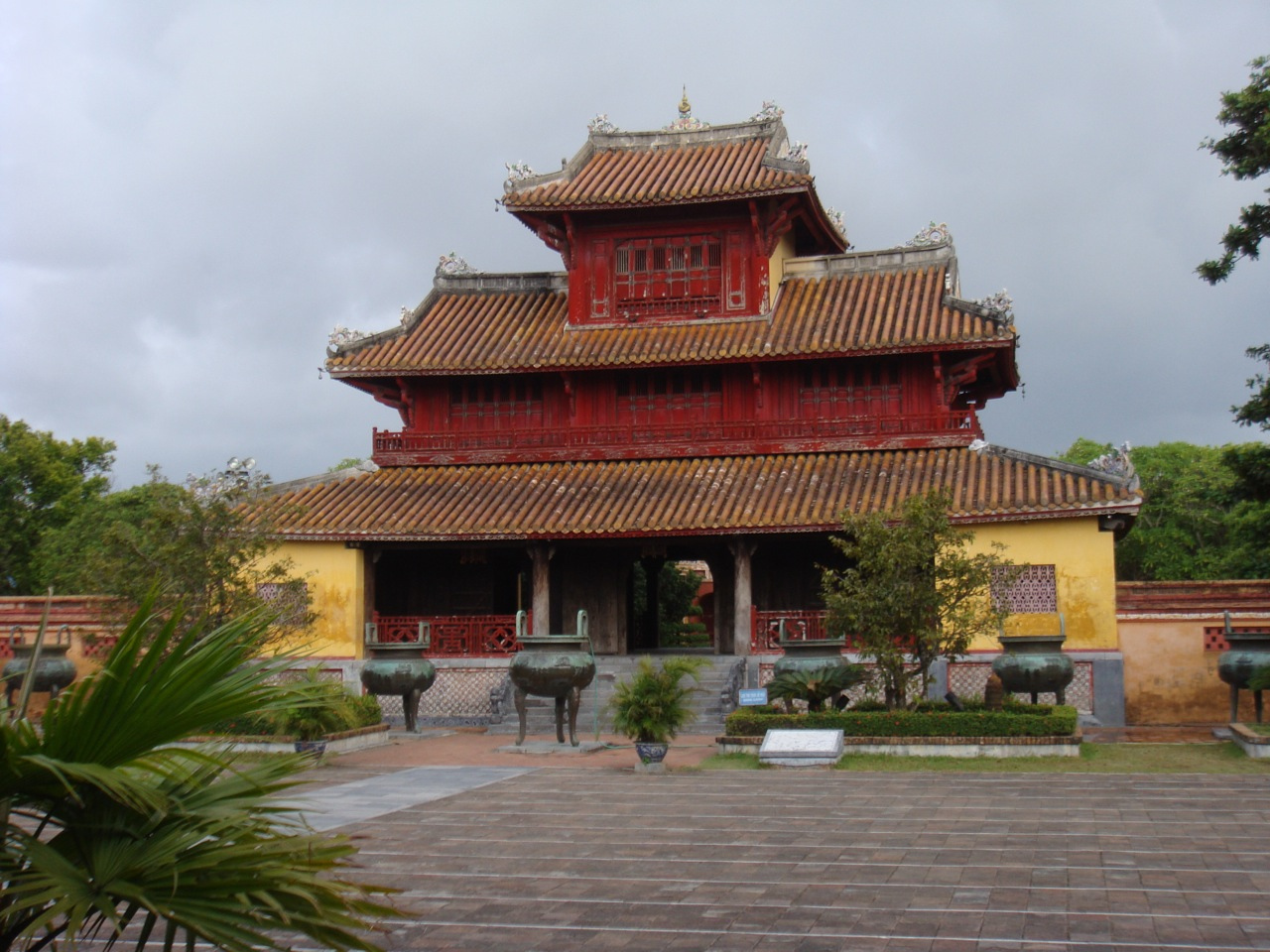
Le Pavillon de la Splendeur

## La Cité pourpre interdite
Presque intégralement détruite lors des guerres la Cité Pourpre Interdite, était le lieu de résidence de l'empereur et de sa famille, accessible aux seuls proches et aux serviteurs.
Le Palais Diên Thọ (en caractères chinois : 延壽宮) est un complexe architectural situé dans la Cité Impériale de Huế, servant de résidence aux Impératrices douairières ou Grandes Impératrices douairières de la dynastie Nguyễn. Situé à l'ouest de la Cité Interdite, au nord du Temple de Phụng Tiên et au sud du Palais Trường Sanh, le Palais Diên Thọ est considéré comme le plus vaste complexe architectural palatial encore existant dans l'ancienne capitale de Huế.

### Disposition du Palais Diên Thọ
- Le Pavillon Khương Ninh est situé à droite du Palais principal Diên Thọ.
- La Terrasse Trường Du, située sur un lac, est un pavillon de repos.

Au fil des siècles, le Palais Diên Thọ a été restauré à plusieurs reprises. Aujourd'hui, le complexe s'étend sur environ 17 500 m² et comprend les structures suivantes :
1. Le Palais principal Diên Thọ (延壽正殿) : La structure principale où les Impératrices douairières recevaient leurs invités.
2. Le Palais Thọ Ninh (壽寧殿).
3. Le Pavillon Tịnh Minh (静明樓) : Autrefois, c'était le Théâtre Thông Minh (聡明堂).
4. La Terrasse Trường Du (長偸榭) : Un pavillon au bord de l'eau situé au milieu d'un lac.
5. Le Pavillon Khương Ninh, également appelé Am Phước Thọ (幅壽庵) : Un lieu dédié au culte bouddhique et à la retraite spirituelle des concubines impériales ayant adopté la vie monastique après le décès des empereurs.

Ces bâtiments sont reliés entre eux par un réseau de corridors couverts. En plus des structures principales, le Palais Diên Thọ comprend également des annexes :
- Les Pavillons Gauche et Droit (Tả, Hữu Vu - 左,右廡).
- La Salle d’Attente Tả Trà (左茶).
- Le Dépôt Thọ Chỉ Khố (壽祉庫), utilisé comme entrepôt du palais.

### Histoire du Palais Diên Thọ
Le Palais a été construit en avril 1804 pour servir de résidence à l’Impératrice Hiếu Khang, mère de l’Empereur Gia Long. À l’origine nommé Palais Trường Thọ, il a été rénové et rebaptisé à plusieurs reprises sous les règnes des empereurs suivants, comme Minh Mạng, Tự Đức, Thành Thái et Khải Định, devenant ainsi la résidence de plusieurs Impératrices douairières de la dynastie Nguyễn.
Après la chute de la dynastie Nguyễn en 1945, de nombreux bâtiments dans la Cité Interdite ont été gravement endommagés ou détruits. Cependant, l’ensemble du complexe du Palais Diên Thọ est resté presque intact.

### La bibliothèque royale
Thai Binh Ngu Lam Thu Lau était l’endroit où le roi venait lire et se reposer. En 1821, Minh Mang fit bâtir une maison à l’ouest du jardin de Thieu Phuong, portant le nom de Tri Nhan Duong (Maison de l’intelligence et de la clémence). Sous Thiệu Trị, celle-ci fut réparée et rebaptisée Thanh Ha Thu Lau (maison de la Littérature).

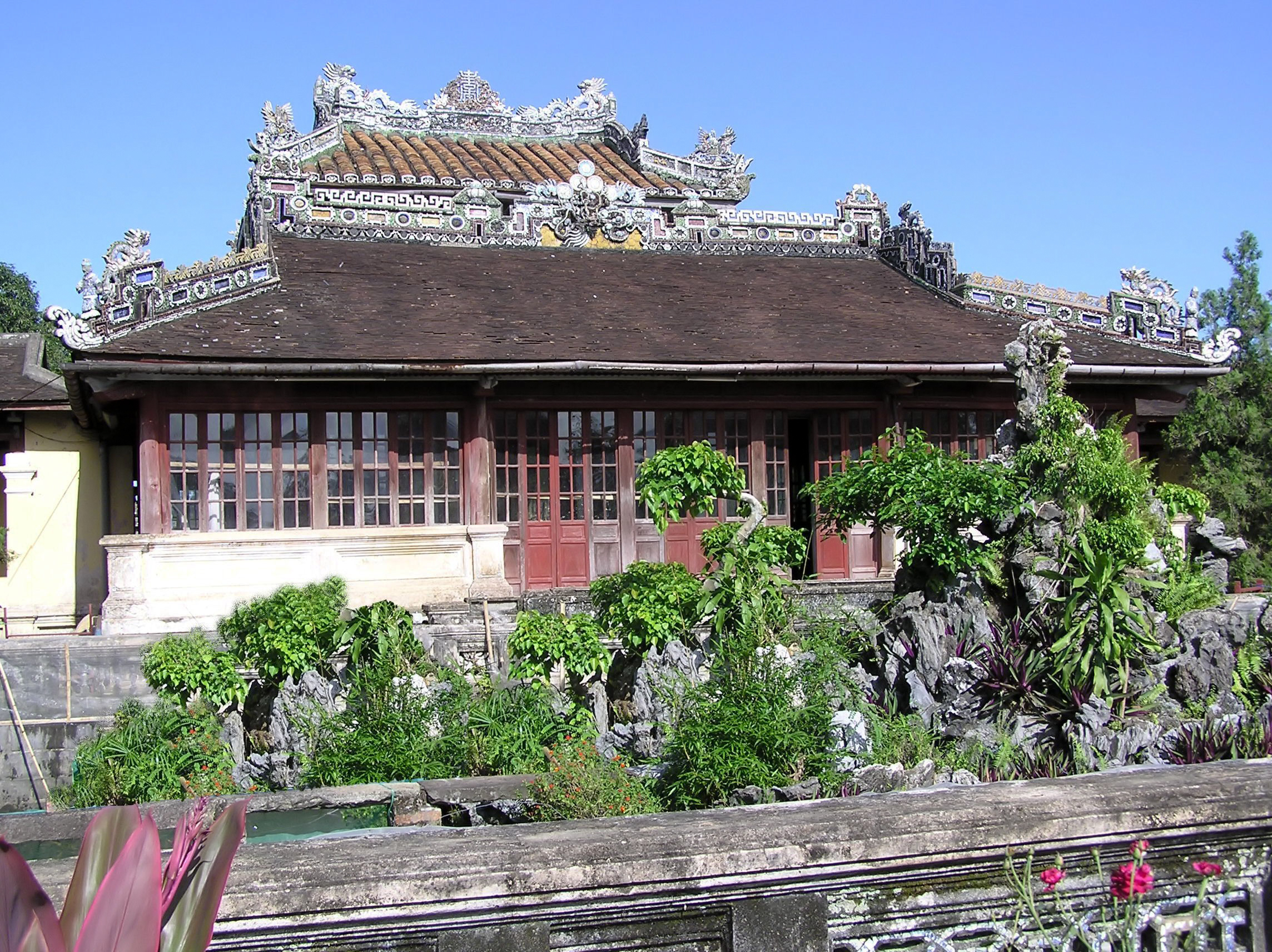
La bibliothèque royale

En 1887, Đồng Khánh la fit raser et fit bâtir un nouveau pavillon dénommé Thai Binh Ngu Lam Thu Lau (bibliothèque royale). Ce pavillon est recouvert de savantes mosaïques et il donne sur un joli lac carré au milieu duquel s’élève un jardin de rocaille. À gauche, se trouve le pavillon de Tu Phuong Vo Ngu, à droite, la véranda Hoa Nhat Thu Truong.
À gauche du temple de Bat Phong, il y a un petit pavillon dénommé Luc Tri Than Thong et sur la droite, on trouve la salle Than Tu.
Au nord de cette salle, vient le pavillon hexagonal de Luc Giac, à gauche duquel on a le Thach Trung. Devant le pavillon, il y a une construction, appelée Duc Vien. Un pont est relié à la véranda, et le lac et l’étang s’épousent en un paysage très poétique.
Thai Binh Lau est l’unique bâtiment parfaitement conservé de la Cité interdite.

### Le Théâtre royal
Duyêt Thi Duong, le Théâtre royal bâti en 1826, du temps de Minh Mang, est situé à l’est du Palais de Quang Minh dans la Cité interdite. Ce grand théâtre de forme rectangulaire, présente des toitures aux bords recourbés comme la plupart des pagodes de Huế.
Le toit est soutenu par deux rangées de colonnes en bois de lim laqué rouge, décorées de dragons cachés dans les nuages. Au milieu de chaque colonne est suspendue une peinture d’un paysage de Huế, d’eau et de montagne, au cadre représentant des dragons dorés en relief.
Plus haut, sur le plafond bleu clair, se détachent des peintures en relief du soleil, de la lune et des étoiles. Le bâtiment est relié aux palais royaux par « la galerie de l’Univers », une galerie avec des toitures sinueuses.
La scène du théâtre, de forme carrée, est installée au milieu du plancher. Le mur formant l’arrière de la scène est percé de deux portes. Les acteurs entraient par le côté droit et sortaient par le côté gauche. Derrière le mur est dissimulée une vaste salle avec des armoires et des commodes contenant les textes des œuvres théâtrales, les costumes, les bottes recourbées, les chapeaux et autres accessoires de théâtre.
À l’endroit le plus élevé de cette salle se trouve un autel de culte réservé aux ancêtres du Hat Bôi (théâtre classique).
Cette salle donne également accès à la cour du côté de la cité Pourpre interdite (les artistes entraient et sortaient par cet accès).

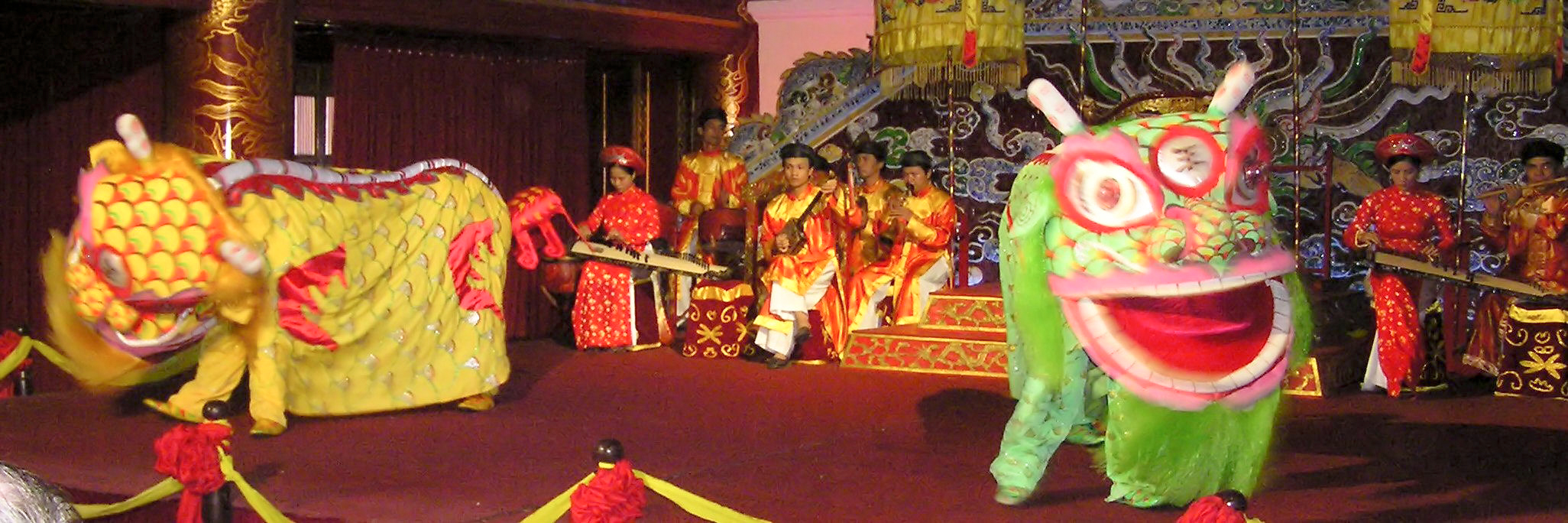
Spectacle traditionnel au Théâtre royal;

De l’autre côté de la scène, une tribune surélevée est divisée en deux niveaux. Le plus haut niveau, adjacent au mur de l’Ouest était réservé aux reines et aux odalisques. Le niveau bas, muni d’un trône, était réservé au roi.
Ces deux niveaux étaient séparés par un rideau de bambou, de telle sorte que, de l’intérieur, les gens pouvaient voir facilement ce qui se passait au dehors, sans être eux-mêmes offerts aux regards de l’extérieur. On pouvait juste percevoir de temps en temps le bruissement léger des éventails, comme des ailes d’oiseaux ou des rires discrets.
De chaque côté du siège royal étaient disposés quelques tables et sièges pour les invités du pays. Sous l’époque coloniale française, les résidents de marque et les gouverneurs généraux y prenaient souvent place.
Duyêt Thi Duong est la plus ancienne scène de théâtre existante.
Ce théâtre fonctionnait encore même après la fin de la monarchie (août 1945). Du temps de l’occupation par les Américains, les autorités du Sud utilisaient le Duyêt Thi Duong comme siège de l’École de Musique de Huế (actuellement, l’École supérieure d’art du Centre Vietnam).

## Autres lieux remarquables

### L’esplanade de Nam Giao
16° 26′ 15,49″ N, 107° 34′ 57,36″ E

#### Historique
Juste après son intronisation, Gia Long fit construire une esplanade dans le village de An Ninh, en 1803.
Quelques années après, le 25 mars 1806, la Cour décida d’abandonner ce site et fit rebâtir une esplanade dans le village de Duong Xuan au sud de la capitale de Huế. C'est l’esplanade actuelle.
En 1807, la Cour de Gia Long y célébra pour la première fois la cérémonie de Giao (Culte du Ciel).

#### Description
L’ensemble des trois étages faisait 4,6 m de haut et respectait les principes du Yin et Yang (femelle et mâle) et la théorie des Transformations (du Kinh Dich).
L’esplanade de Nam Giao est une esplanade à ciel ouvert. Cette forme d’architecture comporte une signification à la fois religieuse et monarchique, liée à la théorie du droit divin du Confucianisme. La structure de l’ouvrage illustre la conception de l’Univers selon la représentation de l’époque: « le Ciel est rond, la Terre est carrée ».
L’esplanade est orientée vers le sud. La muraille de pierre qui l’entoure est percée de quatre portes sans battants, tournées vers les points cardinaux. Devant chaque porte, il y a un grand paravent (large de 12,5 m, haut de 3,2 m). Durant les cérémonies, on plantait devant chaque porte un grand drapeau de couleur différente : noir à la porte du Nord, rouge au Sud, bleu à l’Est et blanc à l’Ouest.

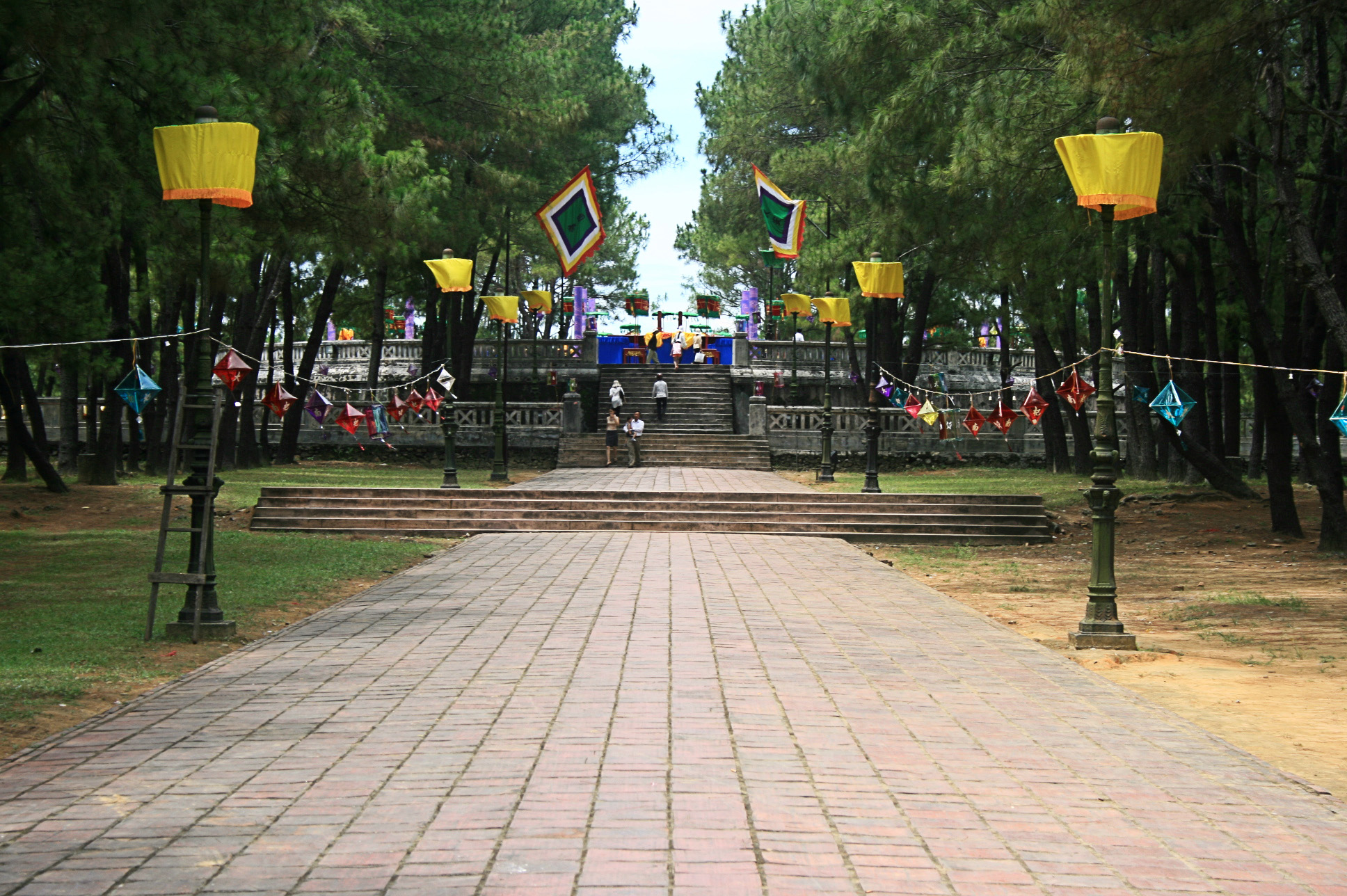
Les trois niveaux de l'esplanade

L’esplanade se compose de trois terrasses superposées incarnant la théorie des trois puissances: le Ciel, la Terre et l’Homme.
- L’étage supérieur, « l’étage rond », représentait le Ciel. La balustrade qui l’entourait était peinte à la chaux de couleur bleue. Les jours de cérémonie, on érigeait sur cet étage une maison conique couverte de toile bleue, appelée Thanh Oc (Maison bleue).
- La terrasse suivante, de forme carrée, s’appelait Phuong Dan (étage carré) et représentait la Terre. Elle était entourée d’une balustrade peinte à la chaux jaune. Pendant les cérémonies, la Cour faisait construire ici une maison couverte de toile jaune, plus petite que la précédente, appelée « Hoang Oc » (Maison jaune).
- Le dernier étage était aussi de forme carrée et la balustrade qui l’entourait était badigeonnée de chaux rouge et personnifiait l’Homme.

Pendant les cérémonies, il y a eu jusqu’à 128 élèves des écoles de lettres et d’art militaire exécutant des danses.
Sous le règne de Gia Long la cérémonie du Giao (culte du Ciel) était célébrée dans les premières semaines du 2e mois lunaire de chaque année. À partir de 1880, à cause des dépenses trop élevées, la Cour de Thanh Thai ne fit plus célébrer ce culte que tous les trois ans, soit les années Ty, Mao et Ngo Dau.
Le ministère des Rites et Cultes et le ministère des Travaux Publics devaient se préparer plusieurs mois à l’avance pour chaque cérémonie. De la Cité impériale jusqu’au pavillon de la Diète, se déroulait une longue procession. Mille à 5 000 personnes, toutes vêtues de l’habit de cérémonie et de parures d'apparat, y participaient. L’empereur, assis sur son siège royal, était porté par des soldats d’élite. La grande cérémonie officielle commençait vers deux heures du matin et durait près de trois heures.
Les esplanades des autres dynasties Lý, Trần ou Lê n’existant plus aujourd’hui, l’esplanade des Nguyễn est donc unique en son genre et presque dans son état d’origine. C’est donc pour les visiteurs de Huế un exemple inestimable de ce type d’ouvrage lié à l’époque féodale du Vietnam.

### Les Neuf Canons Sacrés

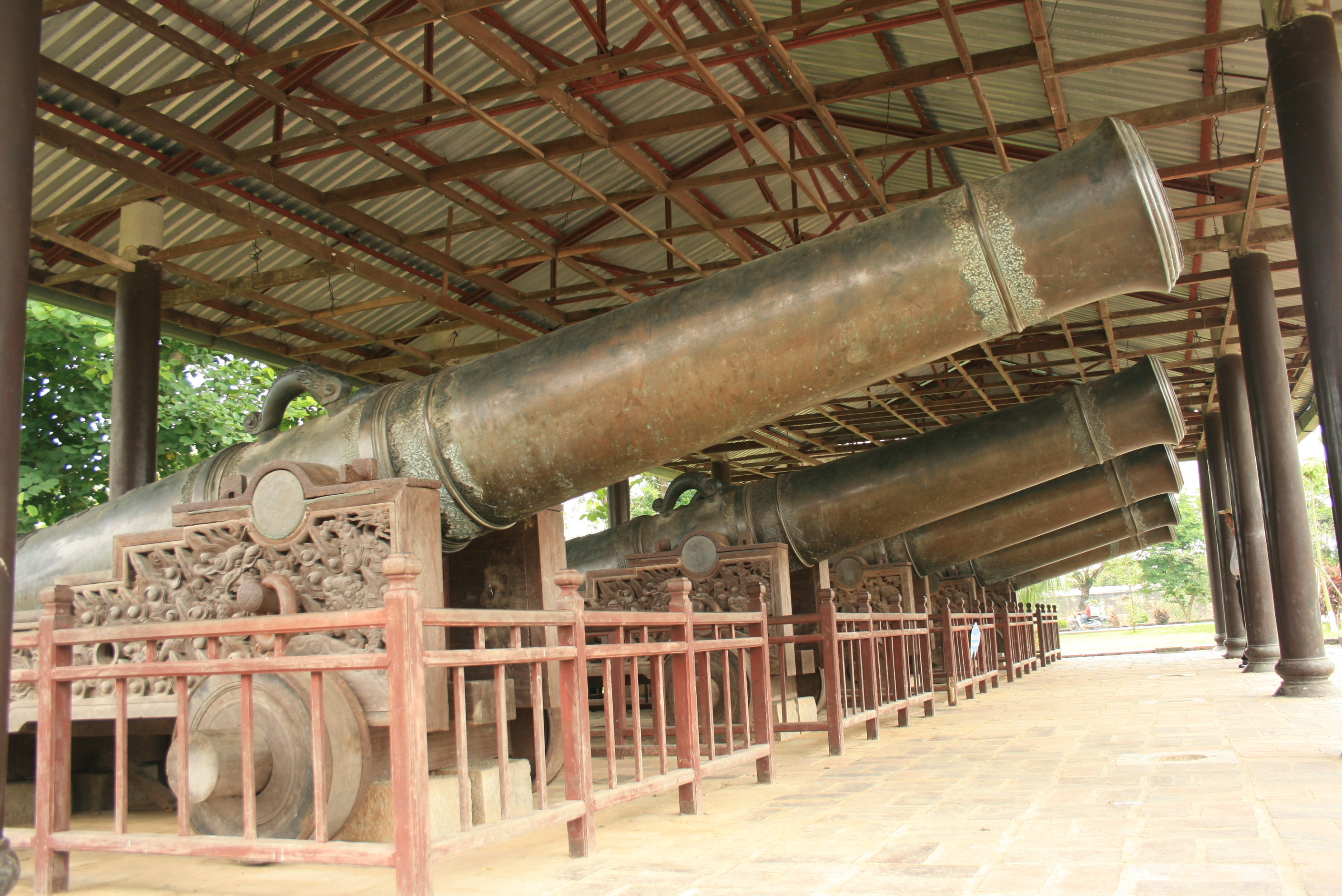
Les neuf canons sacrés

Les neuf canons sacrés sont des canons d’apparat et de culte installés dans deux bâtiments, près des portes The Nhon et Quang Duc, dans l’enceinte de la citadelle de Huế.
Le 31 janvier 1803, Gia Long ordonna la réquisition de tous les objets en bronze et en laiton de la Dynastie Tây Sơn pour faire fondre neuf canons. La fonte fut achevée vers la fin du mois de janvier 1804 et on donna aux canons le nom des quatre saisons et des cinq éléments : métal, bois, eau, feu, terre.
Chaque canon fait 5,10 m de long et pèse plus de dix tonnes. Les fûts portent des gravures très minutieuses et des inscriptions indiquant leur nom, leur poids, la manière de s’en servir, le procédé de fonte, le récit des luttes contre les Tây Sơn et de la réquisition des objets en laiton et en bronze.
Juste après leur fonte, les canons furent installés au pied de la Cité Royale devant la porte Ngo Môn. C’est seulement sous Khải Định qu’on les a transportés à l’emplacement actuel.
Ces canons n’ont jamais été utilisés pour la guerre ; ils n’avaient qu’une valeur symbolique. C'était les génies gardiens de la Citadelle.

## Les tombeaux royaux
Ces tombeaux et ensembles de tombeaux de la dynastie Nguyễn sont inscrits sur la liste du Patrimoine mondial au titre de l'ensemble de monuments de Huê.

### Ensemble du mausolée du Roi Minh Mang (Hieu Lang)
Le tombeau de Minh Mang est situé à l’extérieur de la ville, sur le mont Cam Ke, à 12 km de Huế, sur la rive ouest de la Rivière des Parfums.

### Ensemble du tombeau du Roi Tu-Duc
Le tombeau est situé au milieu d’une immense forêt de pins, à 8 km du centre de Huế, vers le sud-ouest.

### Ensemble de la Dame Céleste (Thien-Mu)
Elle se trouve à Hué sur la colline Hà Khê à trois kilomètres de la citadelle de Hué et surplombe la rivière des Parfums.

### Tombeau deGia Long(Thien Tho Lang)
Pour visiter le tombeau de Gia Long, on peut prendre un bateau pour remonter la rivière des Parfums sur quelque 18 km et débarquer à l’embarcadère du tombeau même. On peut aussi suivre la route sur 16 km et de là, prendre un bateau à l’embarcadère de Kim Ngoc pour se rendre au tombeau.
Le tombeau de Gia Long offre un tableau saisissant sur un paysage de montagnes et de pinèdes.

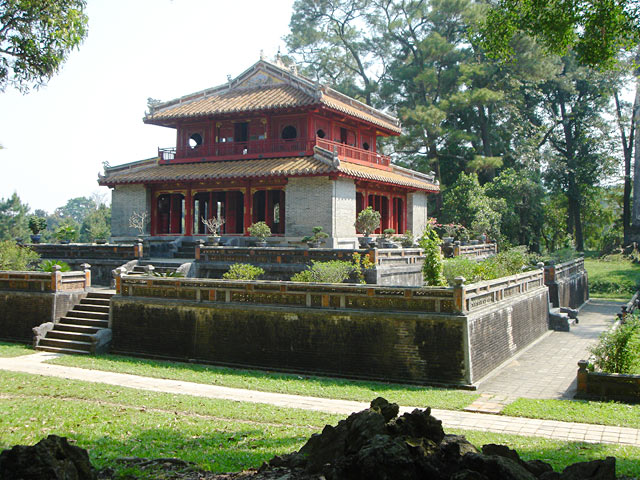
Le tombeau de Minh Mạng
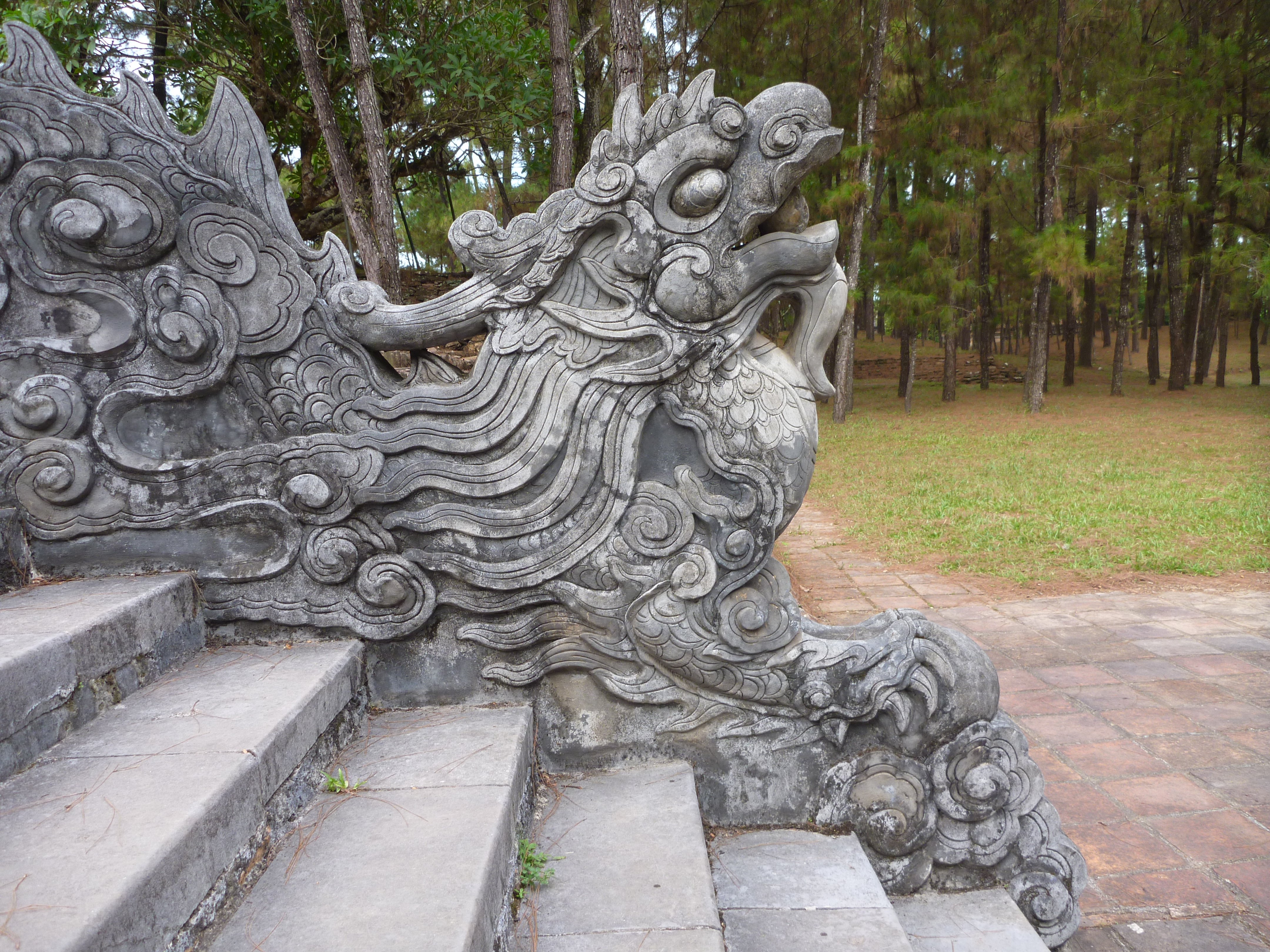
Dragon du mausolée de Tự Đức
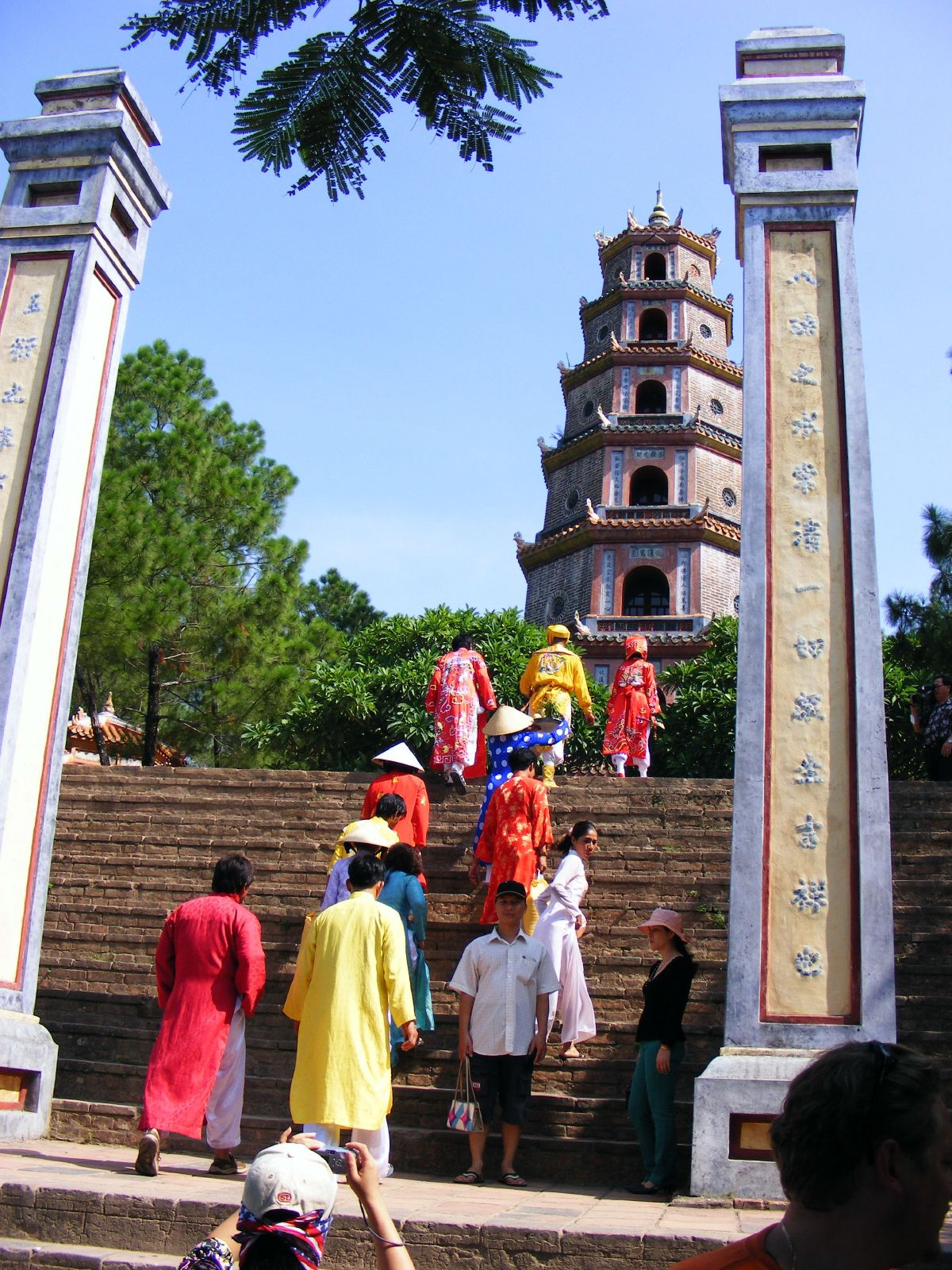
Pagode de la Dame Céleste
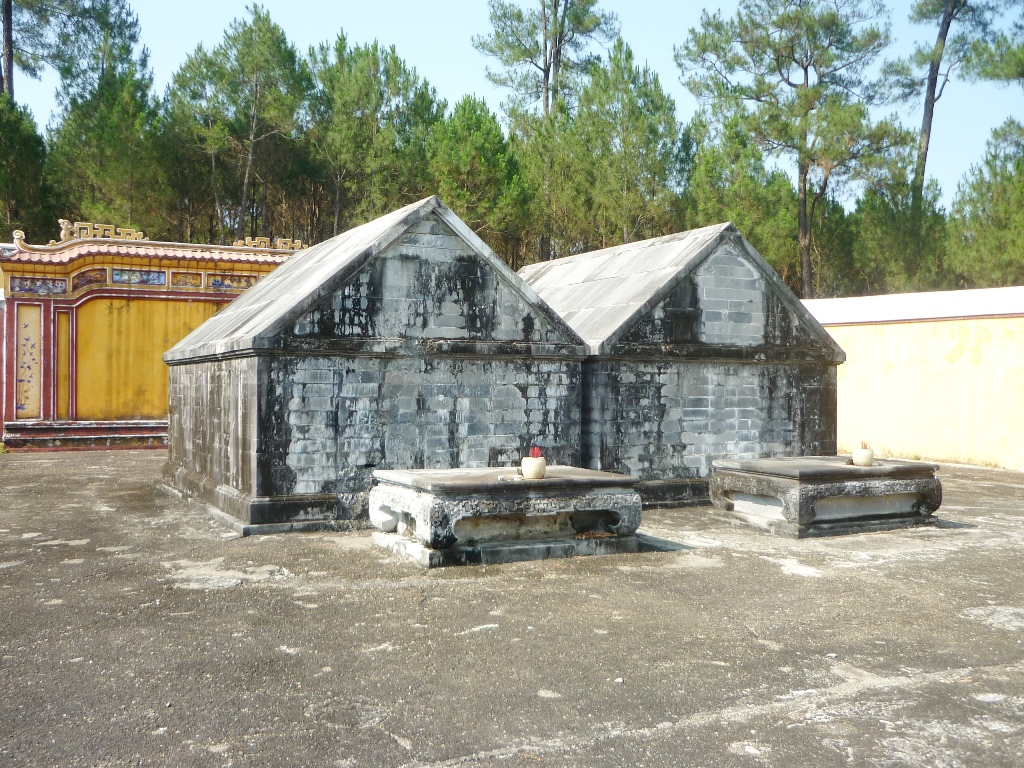
Tombes du roi Gia Long et de la reine Thua Thien Cao Hoang Hau

### Tombeau de Thiệu Trị (Xuong Lang)
Le tombeau de Thiệu Trị est situé sur le territoire du village de Cu Chanh à environ 8 km de Hué.

### Tombeau de Đồng Khánh
Le tombeau de Đồng Khánh est bâti sur le territoire du village de Cu Si, aujourd'hui devenu le hameau de Thuong Hai, village de Thuy Xuan.

### Tombeau de Khải Định
Le tombeau, est le lieu de sépulture de l'avant-dernier empereur du Viêt Nam. Il se trouve au sud de Hué le long de la rivière des Parfums. C'est le dernier monument de la sorte à avoir été construit pour un membre de la dynastie Nguyễn.

Tombeaux et mausolée
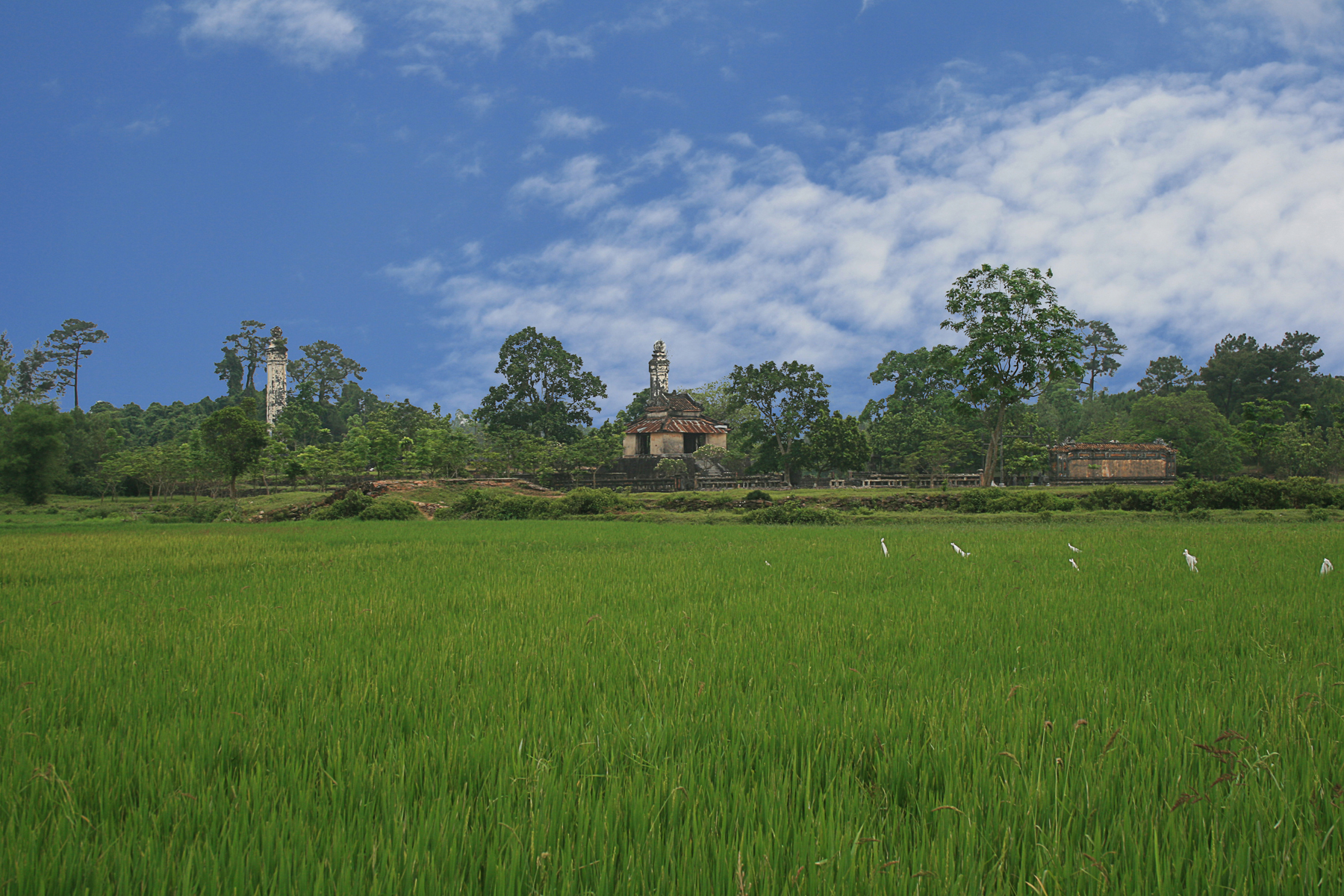
Tombeau de Thiệu Trị
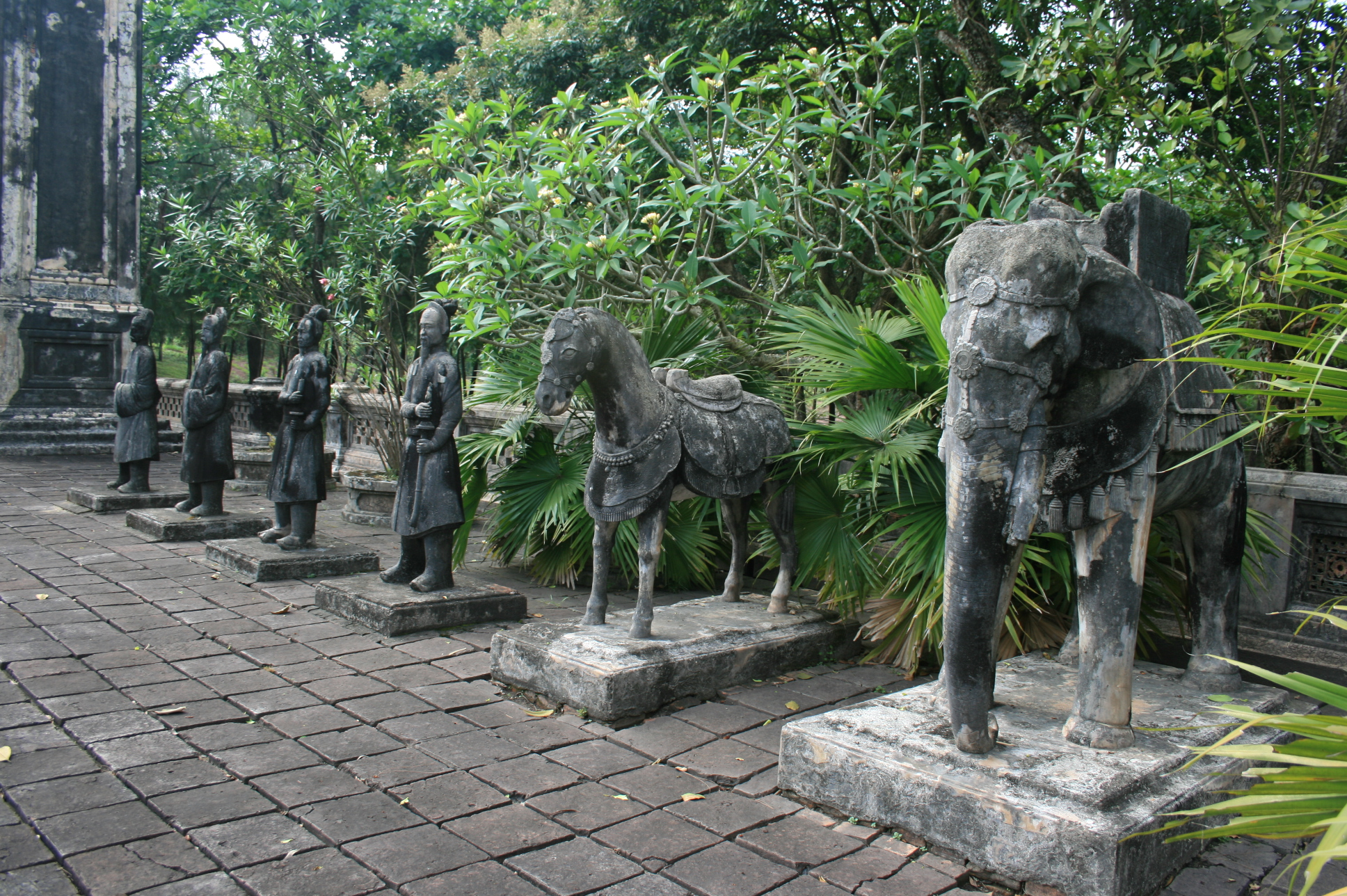
Tombeau de Đồng Khánh
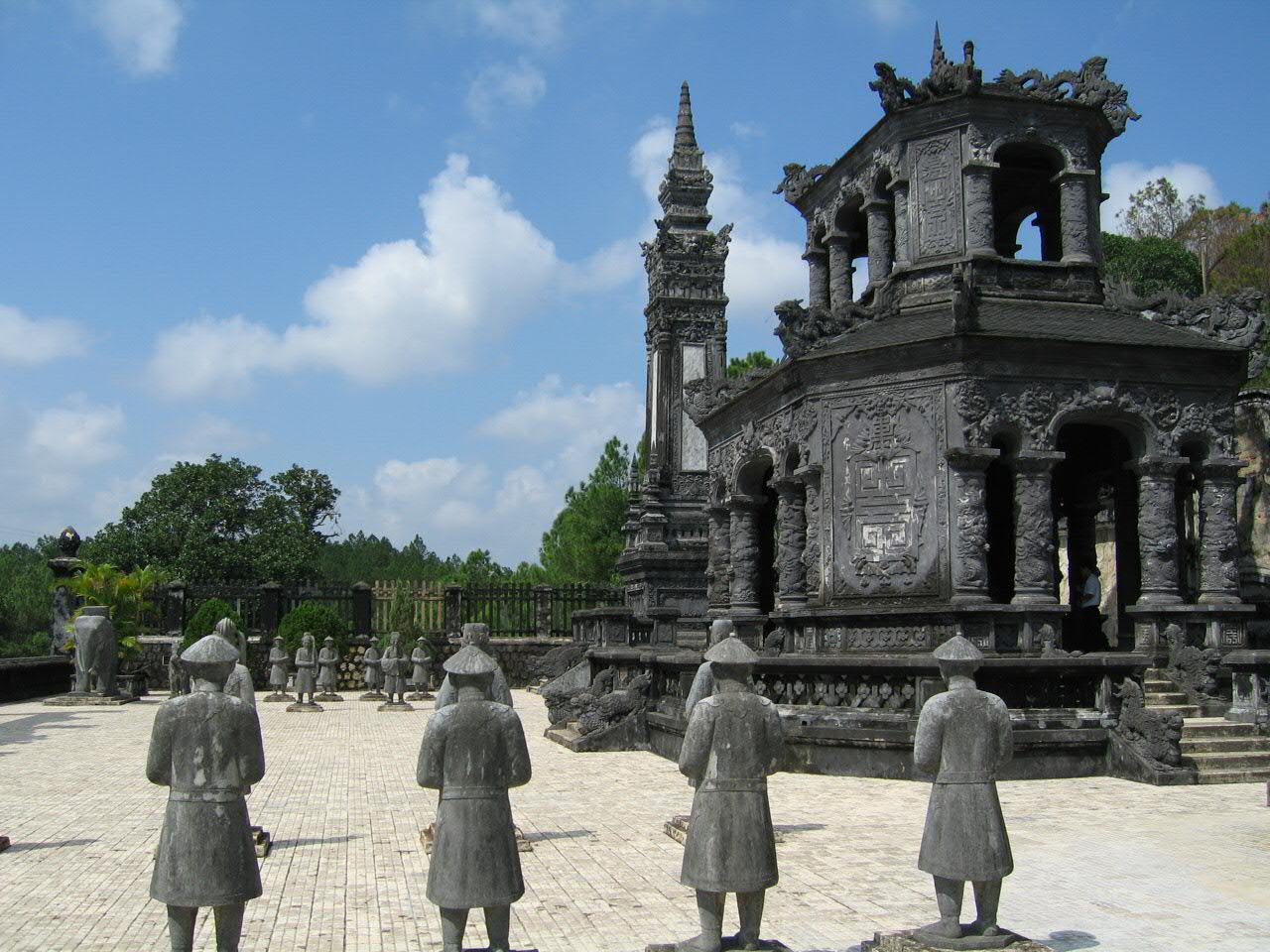
Tombeau de Khải Định
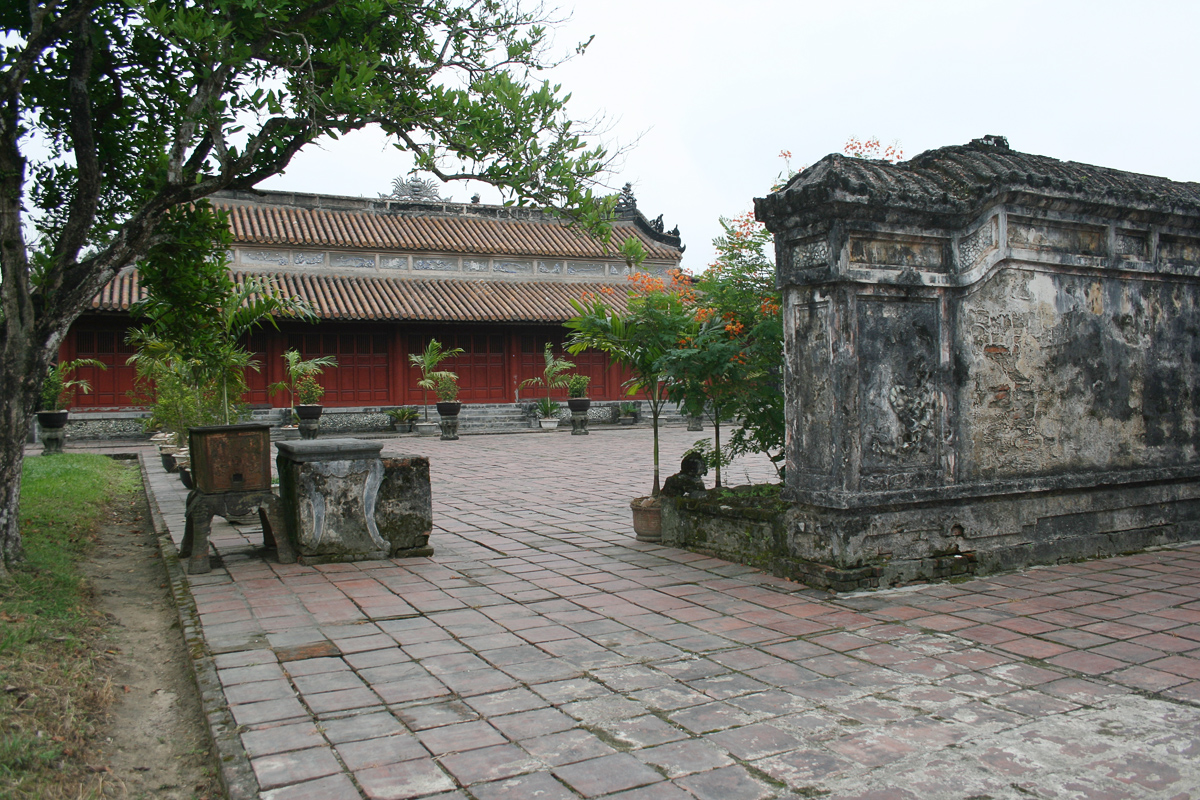
Mausolée de Dục Đức, Thành Thái et Duy Tân

### Tombeau de Dục Đức, Thành Thái et Duy Tân
Comparé aux autres tombeaux des rois Nguyễn, celui de Dục Đức qui régna seulement trois jours, est bien plus modeste.
La nécropole rectangulaire couvre une superficie de 3 445 m2. À l'intérieur, il n'y a pas de temple, ni de stèle ou de statue de pierre. L'accès au tombeau se fait par un portique à trois entrées, construit en briques avec une fausse toiture.
Après le portique, c'est l’habituelle cour d’honneur, sans statue de pierre, mais pourvue d’une balustrade faite de briques assemblées au mortier de chaux.
Ensuite, on trouve un autre portique à triple entrée avec également une fausse toiture décorée de fleurs et de feuillages en relief, plaquée de morceaux de porcelaine à brisures. Juste au milieu du mur d’enceinte (Buu Thanh), s’élève un pavillon en spirale contenant une table et un lit de camp faits de pierres « Thanh », sur lesquels on pose les encensoirs et les offrandes pendant les cérémonies du culte.
De chaque côté, les tombeaux du roi Dục Đức et de la reine Tu Minh sont symétriquement disposés. L'écran devant la tombe du roi porte un haut-relief avec les mots « double bonheur ».
Le temple de Long An, au centre de la nécropole, a été bâti sur le modèle classique des temples de Huế. À l'intérieur, il y a trois autels contenant les tablettes funéraires des rois Dục Đức et de sa femme (au milieu), Thành Thái (à gauche) et Duy Tân (à droite).
Derrière le temple de Long An se trouvent les sépultures des deux rois Thanh Thai et Duy Tân.
Les restes de ce dernier, le prince Nguyễn Phúc Vĩnh San (Duy Tân étant son nom dynastique), résistant décoré de la médaille de la Résistance française, décédé dans un accident d'avion en Oubangui-Chari (Afrique) en 1945, n'y ont été inhumés qu'en 1986.
On trouve également sur ce site les tombes d’autres membres de la famille de ces rois.

## Autres sites remarquables

### La pagode de Diêu Dê

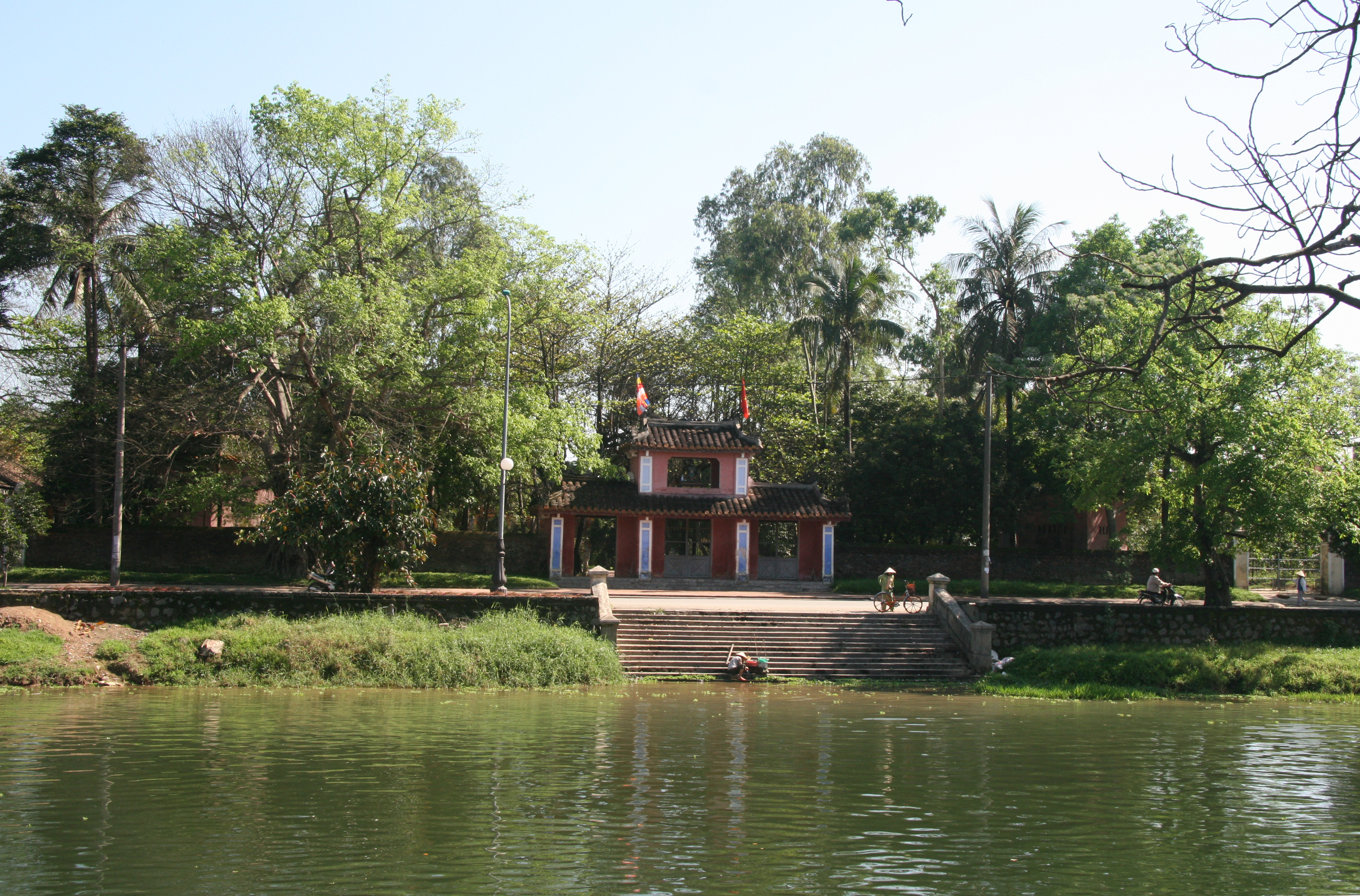
pagode de Diêu Dê

Située dans le sous-district de Phu Cat, la pagode de Diêu Dê fut construite sur l’ordre du roi Thiệu Trị dans les années 1842-1844, quelques années après son accession au trône, sur le terrain même où il est né.
Construite avec magnificence, elle a été gravement endommagée par les guerres successives et la reconstruction actuelle date de 1953.
Aujourd’hui, il ne reste plus que le sanctuaire principal. De chaque côté, on vénère les Bat Bo Kim Cang. À l’arrière, il reste une maison pour les hôtes et une cuisine. Dans la cour extérieure, s’agencent la maison de la stèle, la maison des cloches.
La porte est un portique à trois entrées, surmonté du pavillon du Ho Phap (Génie protecteur). La pagode de Diêu Dê, classée troisième pagode parmi les vingt plus beaux sites de Huế par le roi Thiệu Trị, continue de charmer ses nombreux visiteurs.

### La pagode de Từ Đàm

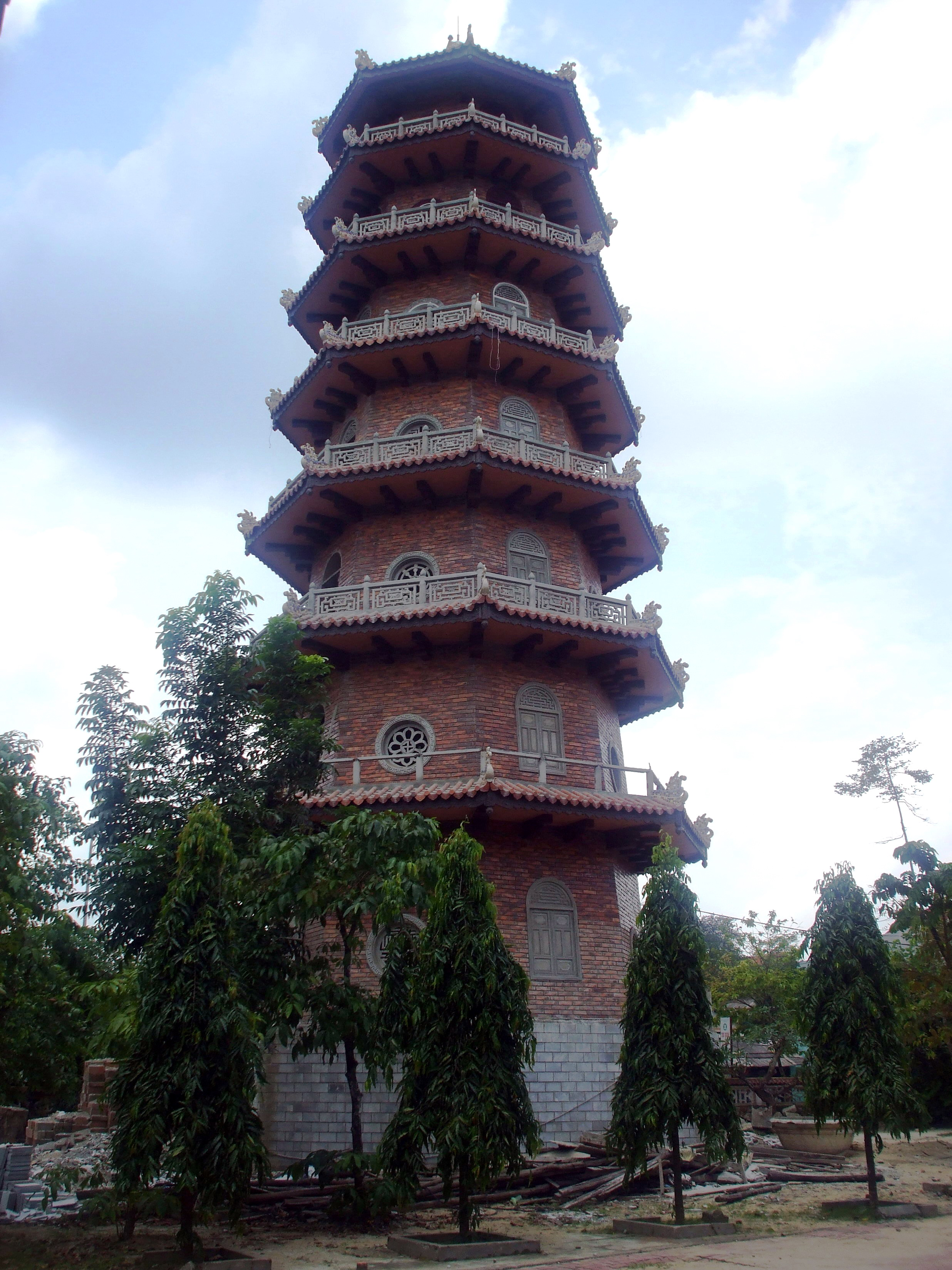
Pagode de Từ Đàm

Từ Đàm est une des plus importantes pagodes de Huế. Elle a été fondée vers 1695 par le Grand bonze Minh Hoang Tu Dung, un Chinois appartenant à l’ordre de Thien, de la secte de Lam Te. C’est lui qui a enseigné et donné ses certificats au bonze Lieu Quan, le premier représentant de l’ordre Thien dans le Sud.
La pagode de Từ Đàm est située à seulement 2 km du centre-ville, dans le sous-district de Trang An.
Son site est très pittoresque: surélevé, mais très vaste et très plat. Pour s’y rendre, il faut suivre la rue Dien Bien Phu, franchir le pont de Nam Giao et après la première pente, la porte de la pagode apparaît. La pagode est orientée vers le sud-est. Devant elle, le mont Kim Phung sert d’écran naturel. À gauche, on retrouve la pagode de Linh Quang et la maison de culte consacrée au patriote Phan Boi Chau. Derrière, se trouve la pagode de Thien Minh.
Cette pagode n’est ni la plus grande ni la plus ancienne du pays, mais elle a joué un rôle fondamental dans la rénovation et la diffusion du bouddhisme, ainsi que dans la lutte pour la paix et la liberté des croyances.
La pagode de Từ Đàm a été construite suivant l’architecture d’une pagode de conférence (ChuaHoi) où le moderne et l’ancien se marient harmonieusement.
La porte Tam Quan de la pagode est haute et large. Au-dessous pousse un grand figuier, qui est né d’une branche prélevée sur l’arbre sous lequel Bouddha a atteint le Nirvana. C’est Mme Karpeies, présidente de la Société des études bouddhiques de France qui a rapporté cette branche d’Inde et l’a plantée sur le territoire de la pagode en 1936. La cour de la pagode est très vaste et chaque année, pour l’anniversaire de Bouddha, elle accueille jusqu’à un millier de pèlerins.
Le sanctuaire principal se compose du temple antérieur et de l’autel des fondateurs. Le temple antérieur est bâti sur une fondation de granit de 1,5 m de haut. La toiture ancienne donne à la pagode un aspect imposant et solennel. Sur les pentes et les arêtes de la toiture, on a plaqué des dragons déroulant mollement leurs volutes; leur symétrie ajoutant à la grâce et à l’harmonie de l’ensemble.
Sous la toiture, on trouve des fresques décrivant la vie de Bouddha. Sur les colonnes du temple antérieur sont inscrites de longues sentences parallèles. Des tours à tambours et à cloches s’élèvent de chaque côté.
La pagode de Từ Đàm est réservée à un culte unique, c’est pourquoi l’agencement intérieur du temple est plus simple que dans les autres pagodes de Huế. On y trouve la statue de Siddhārtha Gautama assis sur son trône de lotus. Derrière le temple principal, on a la maison des fondateurs et celle des bonzes.

### La pagode Từ Hiếu

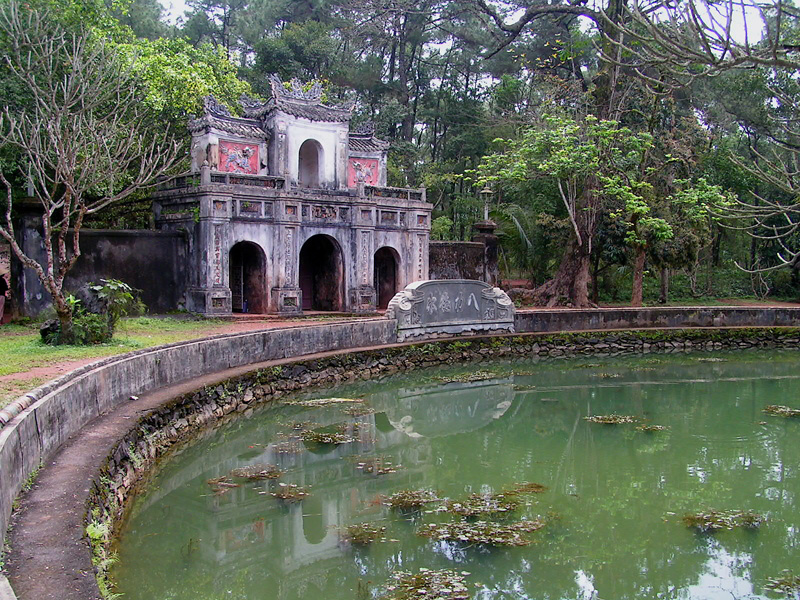
Pagode Từ Hiếu

Elle est assise sur le mont Duong Xuan, dans le village de Thuy Xuan, à 5 km de Huế, et la montagne de Ngu Binh lui sert d’écran naturel.
En 1843, le Grand bonze Nhat Dinh, qui dirigeait la pagode de Giac Hoang, vint ici pour méditer et soigner sa mère. En 1848, le Grand bonze Cuong Ky, commença à rebâtir la pagode en grand, grâce à l’aide de la Cour, des eunuques et d’autres fidèles.
Dès lors, la pagode Từ Hiếu devint une grande pagode. En 1894, la Grand bonze Cuong Ky continua à faire des réparations et réaménagea tout l’ensemble avec l’aide du roi Thanh Thai.

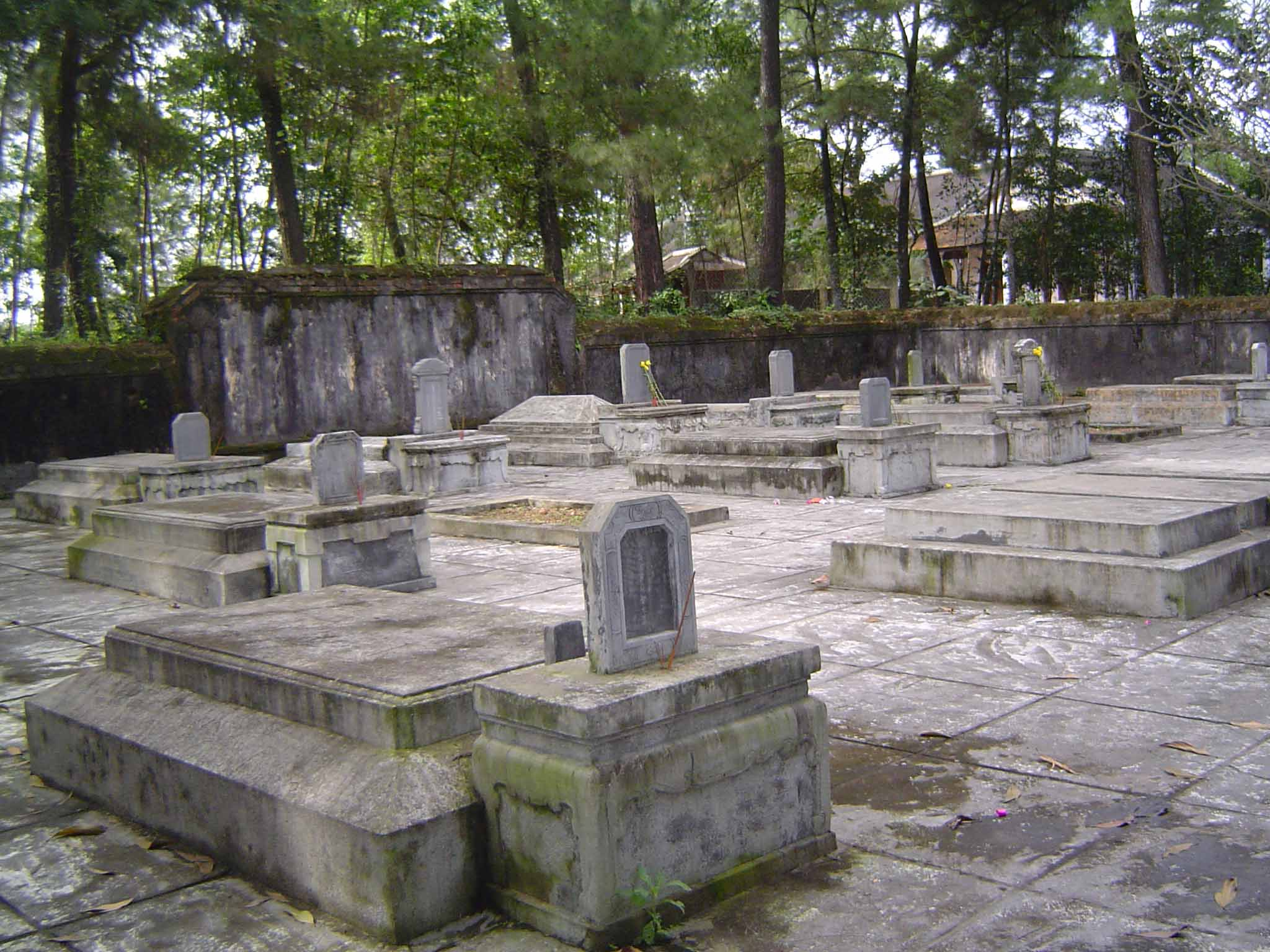
Tombes des eunuques, dans l’enceinte de la pagode Từ Hiếu, à Huế. Un dignitaire Thaïlandais y a aussi été inhumé sous la dynastie des Nguyễn.(Photo prise le 2 février 2006)

En 1931, le Grand bonze Huế Minh continua l’entretien et les réparations et fit creuser le lac en demi-lune. En 1962, le Grand bonze Chon Thiet refit des réparations. Le grand bonze Chi Niem fit réparer la porte Tam Quan, le lac en demi-lune et les bâtiments endommagés.
Son architecture épouse la forme du caractère chinois « Khau ». Le sanctuaire principal comporte trois grandes salles et deux salles secondaires. Le temple principal est voué au culte de Bouddha, et celui de derrière est consacré au culte des fondateurs.
La maison derrière la pagode, le Quan Hieu Duong abrite l’autel des saints. À gauche se trouve l’autel consacré aux mânes des fidèles, à droite, l’autel consacré aux eunuques. Donnant sur la cour arrière, il y a la maison des bonzes et la maison des visiteurs.
La porte d’entrée de la pagode présente des arcs à deux volutes. Elle porte, sur la partie supérieure, une statue du « saint-gardien » Ho Phap. Après la porte Tam Quam, on aperçoit une mare en demi-lune couverte de lotus. Des deux côtés de la cour, les temples à étages abritent des stèles qui racontent l’histoire de la pagode.
Cette pagode est l’une des pagodes de l’ancienne capitale Huế.
C'est dans le monastère de cette pagode que Thích Nhất Hạnh a été reçu comme novice en 1942, puis ordonné moine en 1949. Après un séjour de plusieurs décennies hors du Viêt Nam, il est revenu à la pagode Từ Hiếu en 2018, âgé de 92 ans, afin d'y terminer sa vie.

### L'Arène des tigres (Hổ Quyền)
16° 26′ 55″ N, 107° 33′ 16,65″ E
Cet ouvrage architectural original se trouve à 4 km du centre ville, sur la rive droite de la Rivière des Parfums.
Dans cette arène étaient organisés des duels entre félins et éléphants pour divertir l’empereur et les hauts dignitaires de la Cour. Le dernier combat a eu lieu en 1904, sous le règne de Thanh Thai.

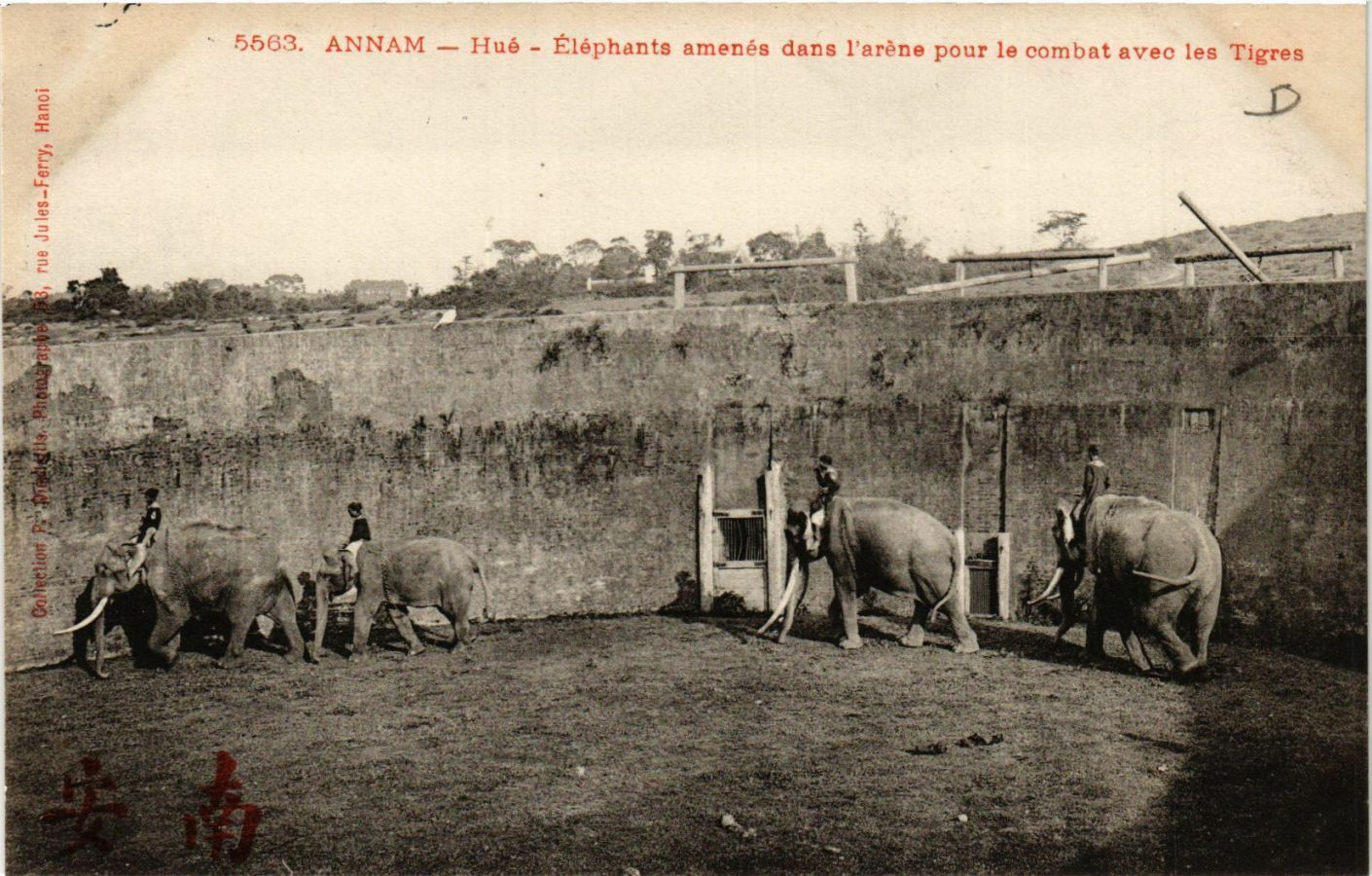
Carte postale ancienne de Hổ Quyền

Construite en 1830, sous le règne de Minh Mang, l’arène comprend deux murs d’enceinte concentriques en briques gach vo.
Un premier escalier de vingt marches était réservé à l’empereur et à sa famille. Il conduit à une tribune rectangulaire de 96 m2, surélevée de 1,5 m, de laquelle on aperçoit en contrebas l’enceinte de l’arène, en forme de cuvette.
Le deuxième escalier de quinze marches était réservé aux soldats et au petit peuple.
L’espace entre les deux escaliers, une large porte d’accès de 9 m de large et de 3,9 m de hauteur livrait le passage aux éléphants.
En face de la tribune, cinq cages étaient destinées aux tigres et panthères. Au-dessus de la cage centrale, il y avait une plaque de pierre gravée des deux caractères chinois « Hổ Quyền ».

### Le couvent Bien Duc Thien An
16° 24′ 39,7″ N, 107° 34′ 56,38″ E
Le couvent Biên Duc Thiên An, ou couvent Thiên An (Paix Céleste), a été fondé durant l’été 1940, par les ecclésiastiques français de Biên.
Il est situé sur la colline Thiên An, au milieu d’une pinède, entre les mausolées des rois Thiệu Trị et Khải Định, à environ 6 km au sud-ouest de Huế.
Le lac des Narcisses (ou des Sirènes) et le lac de Beryl (Luu Ly) agrémentent ce joli paysage, qui est un endroit de détente et de pique-nique pour les écoliers et les étudiants.
Autrefois, le couvent gérait aussi un hôpital et une école, dont les élèves plus âgés devenaient des cadres chargés des missions locales. Mais, de nos jours, ce n’est plus qu’un lieu religieux. Son cadre tranquille et paisible est propice à la vie spirituelle des membres du couvent et crée un univers de recueillement et de prière pour tous ceux qui viennent y chercher la paix.

### Le temple de la Littérature (Van Mieu Huế)
En 1808, Gia Long et la Cour décidèrent de choisir une colline basse en amont de la pagode de Thien Mu, sur la rive gauche de la rivière des Parfums (l’endroit actuel), pour rebâtir le temple de la Littérature majestueux et grandiose.

### Le temple de Hòn Chén
16° 25′ 18,67″ N, 107° 33′ 47,25″ E

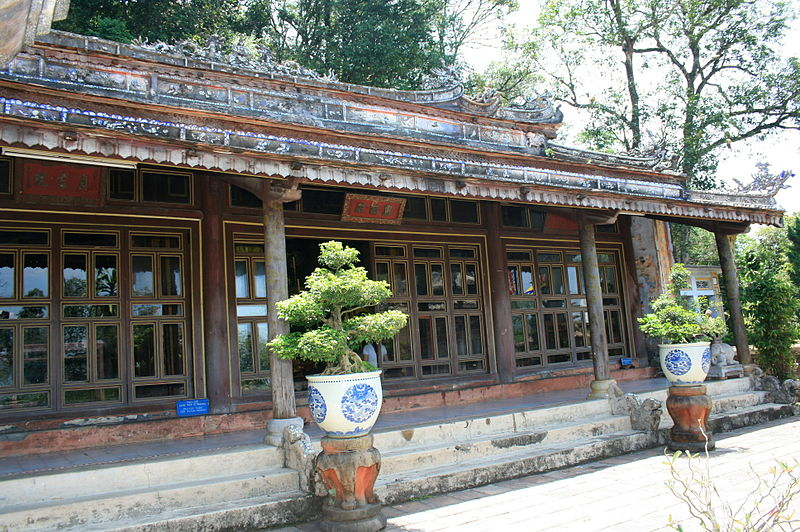
Điện Hòn Chén

En amont de la rivière des Parfums, à environ 10 km de Huế, le temple de Hòn Chén est dédié à Yan Po Nagar, la déesse mère du royaume de Champā.
Les Vietnamiens ont perpétué ce culte en rebaptisant la déesse Thiên Y A Na « Mère divine ».
Le temple de la Mère divine existait déjà à cet endroit depuis des siècles lorsqu’il fut reconstruit en 1886.
Le temple de Hòn Chén s’inscrit dans un paysage charmant, à côté de la montagne Ngôc Trân (Vraie perle) et se mire dans l’eau verte de la rivière des Parfums

### Le Pont à toiture en tuiles de Thanh Toàn
16° 28′ 00,36″ N, 107° 38′ 34,89″ E

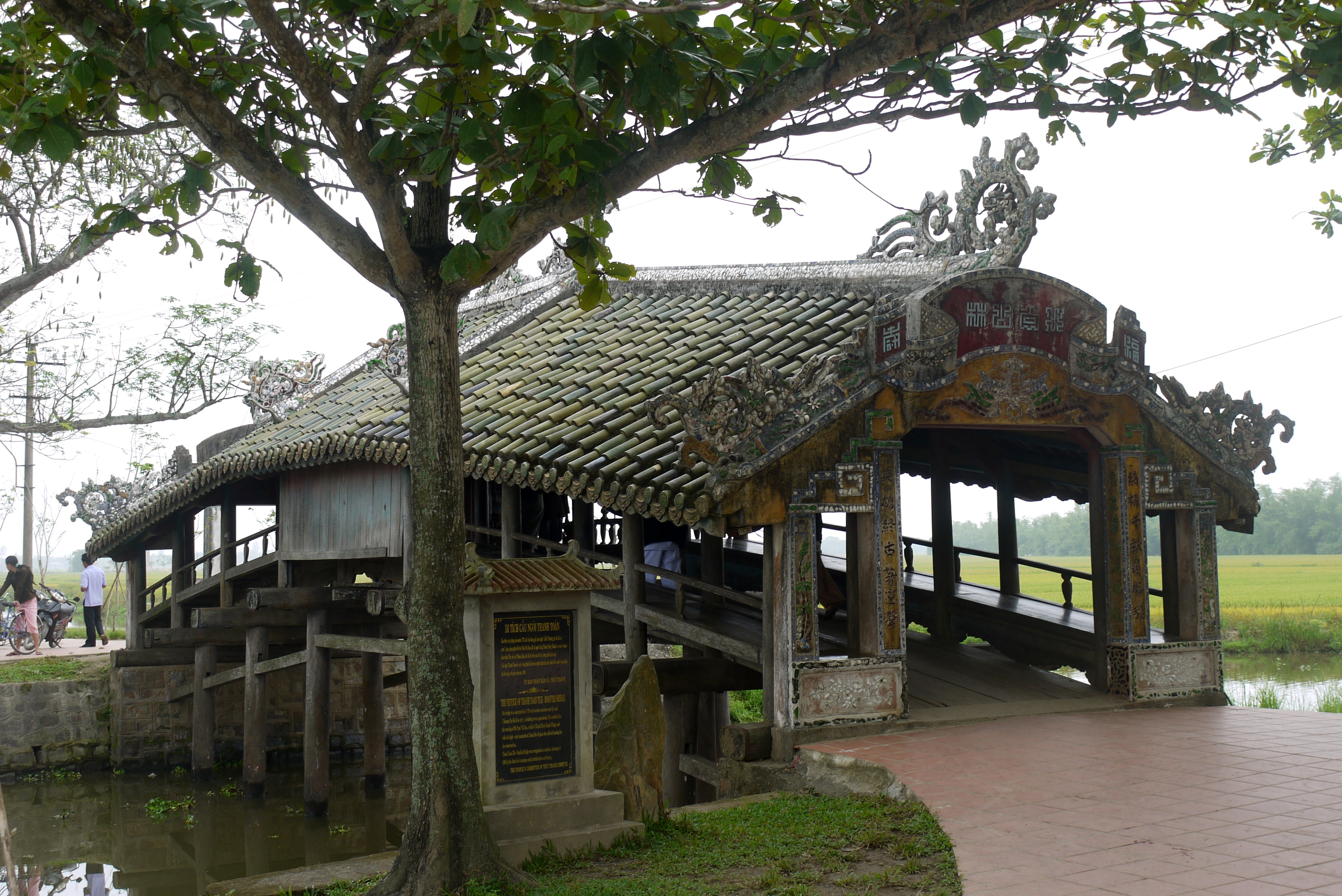
Authentique pont vietnamien

Le pont à toiture en tuiles de Thanh Toàn (Cầu ngói Thanh Toàn en Vietnamien) enjambe un canal d’irrigation qui traverse le village de Thanh Toàn (commune de Thuy Thanh, sous-préfecture de Huong Thuy).
Ce village est situé à environ 8 km du centre de Huế vers l’Est.

#### Historique
Le village de Thanh Thuy a été créé vers le XVIe siècle par des immigrés venant de la province de Thanh Hoa ayant suivi le prince Nguyễn Hoang dans son exil jusqu'à Thuan Hoa. Parmi eux il y avait douze chefs de famille qui se sont fixés sur ce territoire.
L'une des descendantes de ces familles de pionniers, appartenant à la 6e génération de la famille Tran, Mme Tran Thi Dao, était la femme d’un grand mandarin sous le règne du roi Lê Hiên Tông et n’avait pas d’enfants. Elle résolut d'user de son argent pour en faire profiter son village, sa région. Elle décidât donc de financer la construction d'un pont en bois. Elle souhaitait ainsi améliorer les relations entre les habitants du village, mais voulait aussi que ce pont soit une sorte d’auberge pour les gens de passage qui n’avaient pas d’autre lieu d’hébergement alentour. Mme Tran Thi Dao a été depuis ce temps honorée par les habitants du village, un culte lui fut rendu.
En l’an 1776, le roi Lê Hiển Tông promulgua un décret rendant hommage à Mme Tran Thi Dao.
En l’an 1925, le roi Khải Định a lui aussi promulgué un décret lui donnant le titre de Duc Bao Trung Linh Pho et a ordonné aux habitants du village d’ériger un autel sur le pont même, pour lui rendre un culte permanent.

#### Description
Le pont à toiture en tuile de Thanh Toàn est un pont en arc, construit en bois d’une longueur de 17 m pour 4 m de largeur; il est protégé des deux côtés par des balustrades en bois avec balcons pour l’adossement. Le pont a une toiture en tuiles en forme de tubes émaillés. La toiture est divisée en sept compartiments.
Ce type de pont est assez rare et sa valeur artistique est classée au premier rang parmi les ponts construits (à cette époque) au Vietnam. Parfois désigné par ignorance « Pont Chinois » ou « Pont Japonais » ce pont, authentiquement vietnamien, présente une grande valeur au point de vue historique et culturel et est en même temps un site touristique.
Depuis plus de deux siècles, il a subi maîntes tempêtes, inondations et atteintes dues aux guerres. Cependant après chaque ravage et détérioration, les habitants du village se sont toujours cotisés pour sa réparation et sa conservation.
Animés par l’esprit de « respect pour la source quand on a bu l’eau » et pour le respect des héritages culturels, les différentes générations de Thanh Thuy ont ainsi préservé une construction architecturale originale de Huế.
En 1991, le pont a été reconstruit dans sa forme originale et a eu l’honneur de recevoir un diplôme reconnaissant qu’il est un « site culturel national », diplôme remis par le Ministère de la Culture, des Sports et du Tourisme du Vietnam.
Il devint ainsi un site touristique rare et précieux du pays.

### L'École Quốc Học
L’école Quốc Học de Huế a été créé par le décret impérial du 17e jour du 9e mois de l’année de Thanh Thai (1896) et par l’arrêté du 18 novembre 1896 du gouvernement général de l’Indochine.
L’école fut bâtie sur le territoire du casernement de la Marine Royale construit en 1806.
Le portique d’entrée de l’école était à deux étages, l’étage supérieur portait un panneau sur lequel étaient gravés les mots « Truong Quoc Hoc » laqués de rouge à bords dorés avec, de chaque côté deux dragons en haut-relief plaqués de porcelaine à brisures.

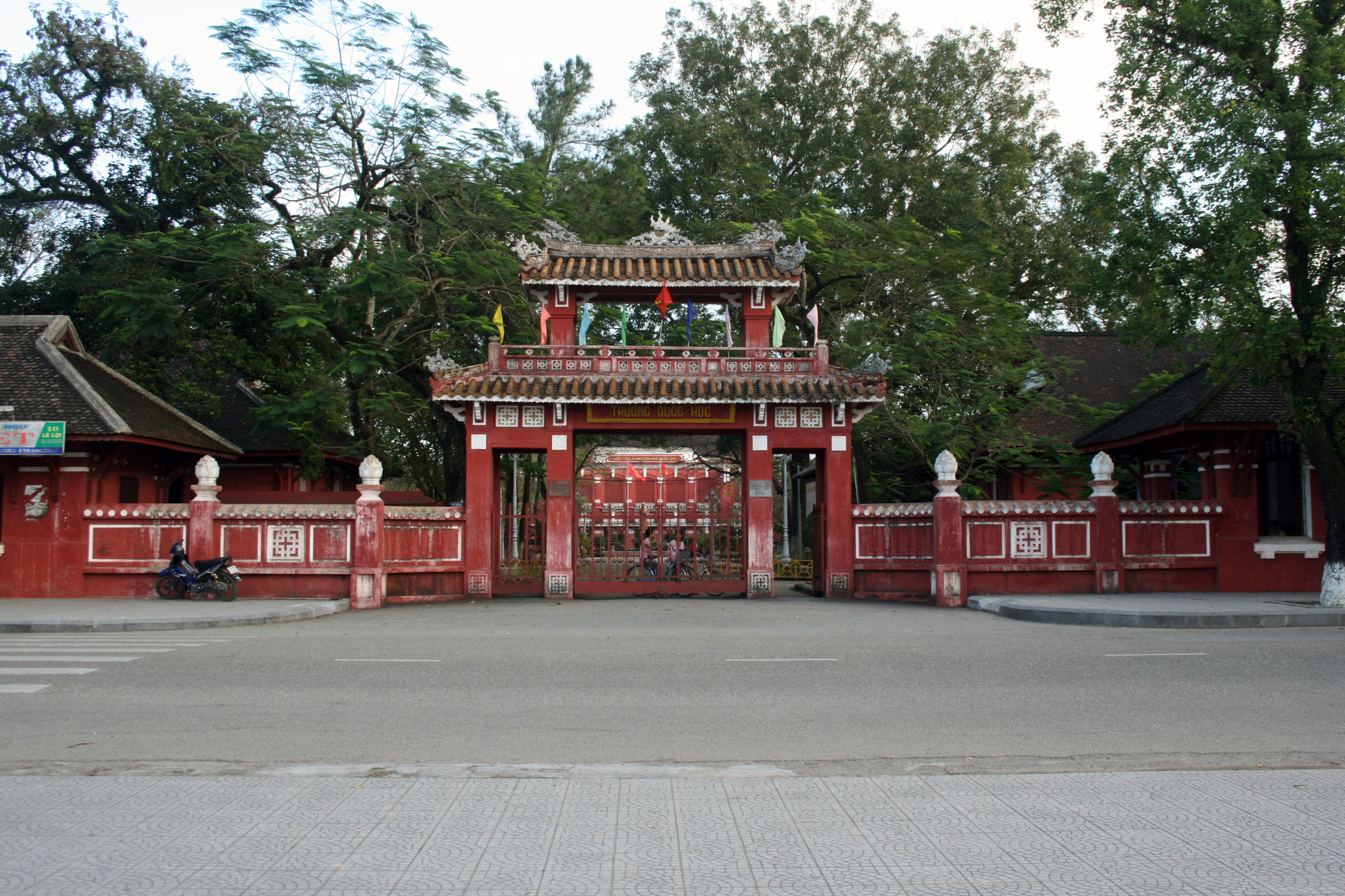
Entrée principale de l'école

L’école Quốc Học fut créée afin de former une classe de fonctionnaires au service du pouvoir colonialiste et féodal; elle fut placée sous l'autorité du Résident Supérieur du Trung Ky (Annam).
Dans l’arrêté de 1896, il fut fixé que l’école recevrait:
- Les fils des princes royaux,
- Les petits fils des familles royales,
- Les fils des grands mandarins,
- Les élèves des écoles Thanh Nhon et Quoc Tu Giam.

En 1915, quand il fut décrété d’arrêter les examens de « Huong » et « Hoi » au Tonkin, le Quốc Học fut reconstruit. Les rangées de paillote furent détruites, remplacées par deux bâtiments à étages en briques, couverts de tuiles, construits solidement dans toute la tradition architecturale occidentale. Dans leurs grandes lignes, ces bâtiments ont été conservés jusqu'à aujourd'hui.
En 1932, l’école se compléta par des cours spécialisés et changea son nom en "Lycée Khải Định".
Quand éclata la guerre de résistance contre les Français (19 décembre 1946) l’école se scinda en trois groupes, dont deux prirent le chemin de la Résistance.
- Une partie, du premier degré, avec le nom de Binh Tri Thien fut fixée à An Khê, province de Hà Tĩnh.
- Une autre partie, du second degré (c’est-à-dire presque tout l’appareil de l’école) avec le nom de Huynh Thuc Khang fut fixée à Duc Tho, Hà Tĩnh.
- Pour la partie des élèves et professeurs restée à Huế, l'école fonctionna encore dix ans jusqu'à ce que les Français réquisitionnent l’école comme caserne.

Le 29 avril 1955, l’école retrouva son fonctionnement normal, qui se poursuit jusqu’à aujourd'hui.
C’est dans cette école que le président Ho Chi Minh a fait ses études et participé à des mouvements patriotiques dans sa jeunesse. Beaucoup de personnalités célèbres de la culture et de l'histoire de la révolution vietnamienne ont aussi fait leurs études à Quốc Học comme: Lê Duẩn, Phạm Văn Đồng, Võ Nguyên Giáp.